# Biografielijst Br

## Bra

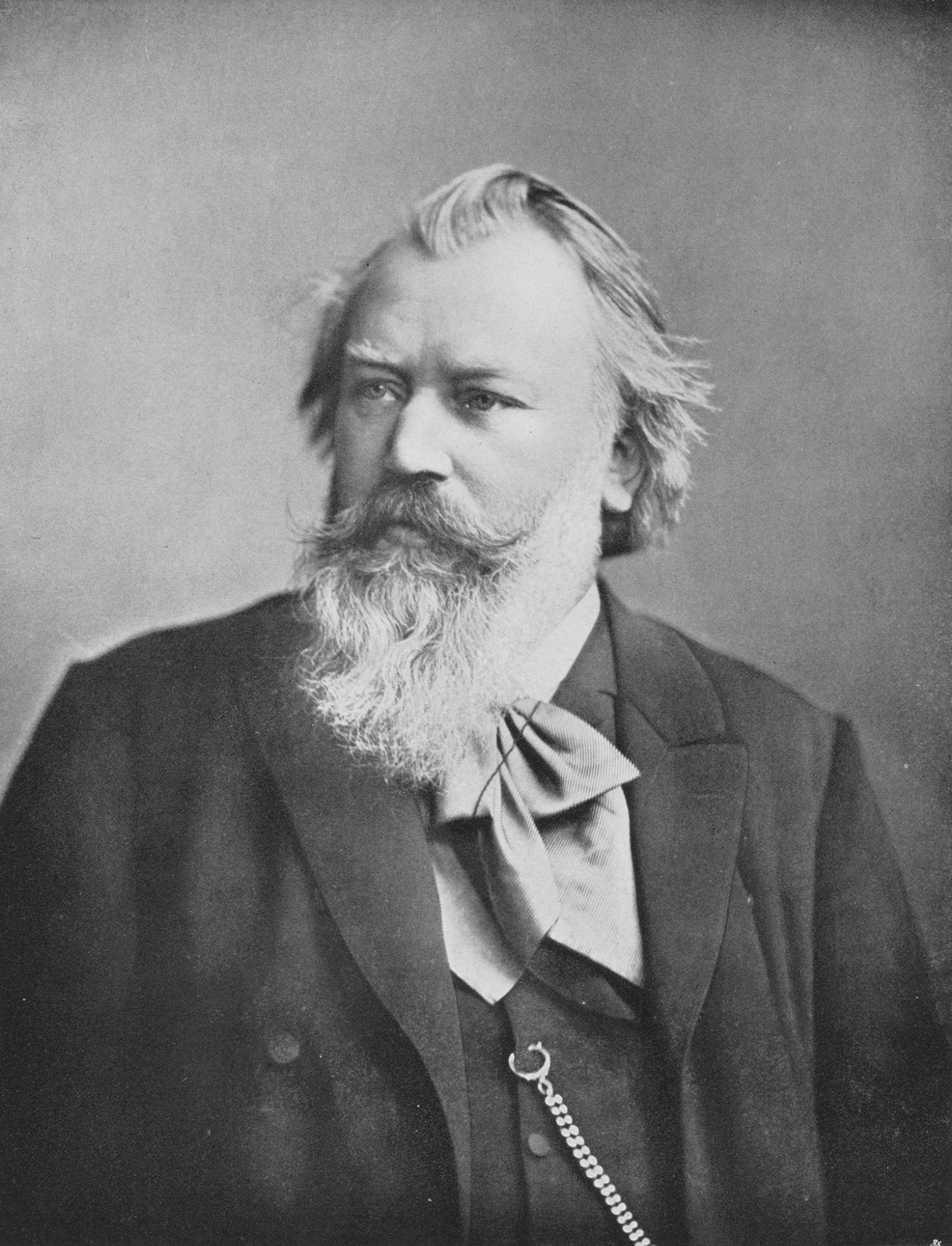
Johannes Brahms

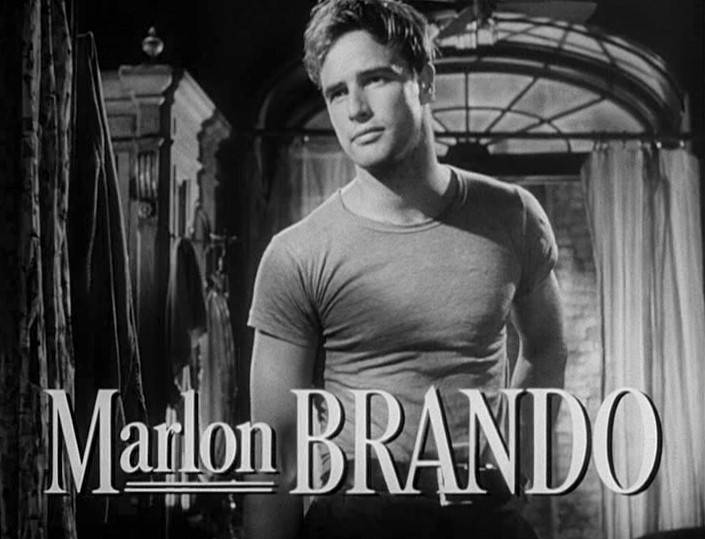
Marlon Brando

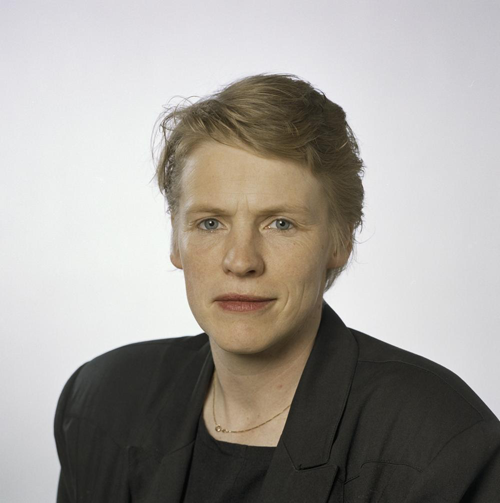
Margriet Brandsma

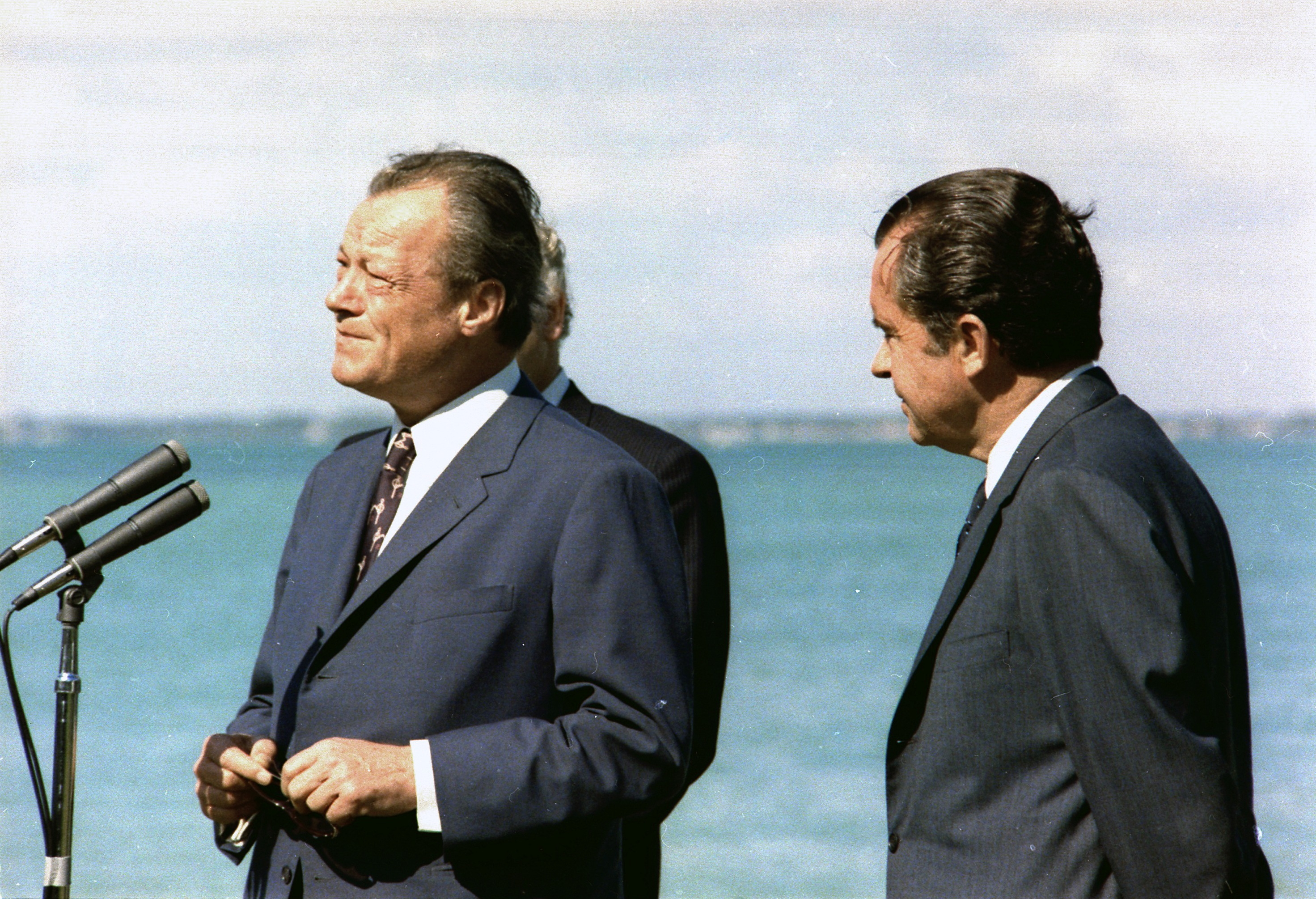
Willy Brandt (links)

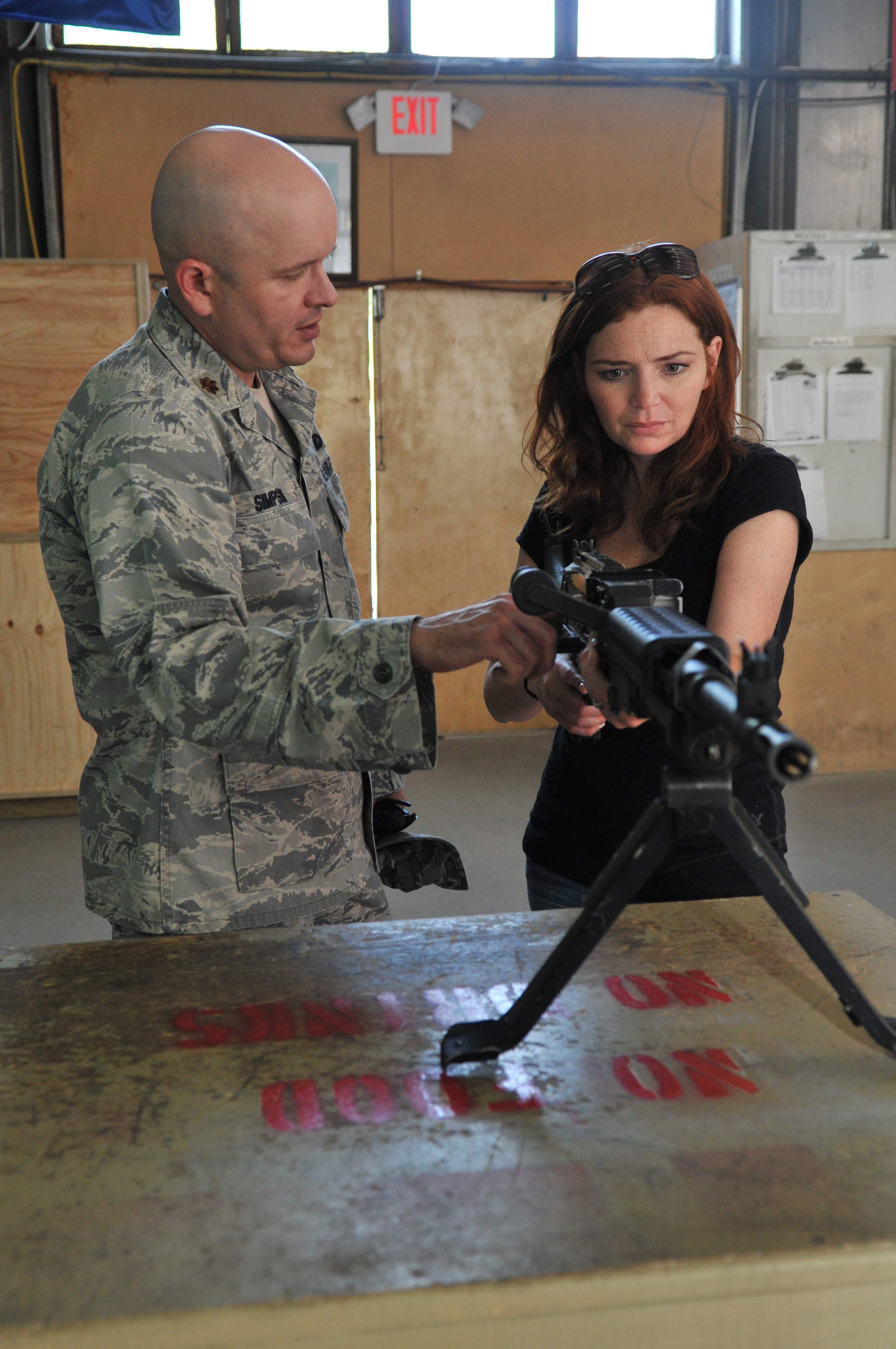
Brigid Brannagh (rechts), 2011

- Edson Braafheid (1983), Nederlands-Surinaams voetballer
- Jos van de Braak (1958), Nederlands dirigent en musicoloog
- Leonie ter Braak (1980), Nederlands model, televisiepresentatrice en actrice
- Theodorus Leonardus (Ted) de Braak (1935), Nederlands presentator, acteur en cabaretier
- Kitty ter Braake (1913-1991), Nederlands atlete
- Joop Braakhekke (1941-2016), Nederlands (televisie-)kok en restauranthouder
- Cheryl Braam (1969), Nederlands ambtenaar en politica
- Conny Braam (1948), Nederlands antiapartheidsactiviste en schrijfster
- Sandra Braam (1978), Nederlands paralympisch sportster
- Wim Braams (1886-1955), Nederlands atleet
- Lex Braamhorst (1928-2002), Nederlands presentator
- Willem Alexander Braasem (1918-1987), Nederlands schrijver en vertaler
- Lucas Braathen (2000), Noors alpineskiër
- Eric de Brabander (1953), Curaçaose schrijver
- Jeanne Brabants (1920-2014), Belgisch danseres, choreografe en danspedagoge
- Tim Brabants (1977), Brits kajakker
- Gerrit den Braber (1929-1997), Nederlands tekstschrijver en presentator
- David Brabham (1965), Australisch autocoureur
- Gary Brabham (1961), Australisch autocoureur
- Geoff Brabham (1952), Australisch autocoureur
- Jack Brabham (1926-2014), Australisch autocoureur
- Matthew Brabham (1994), Australisch-Amerikaans autocoureur
- Giovanni Bracco (1908-1968), Italiaans autocoureur
- Gérard Brach (1927-2006), Frans scenarioschrijver en filmregisseur
- Rini van Bracht (1947), Nederlands biljarter
- Helmut Bracht (1929-2011), Duits voetballer en voetbaltrainer
- John Brack (1950-2006), Zwitsers zanger
- Barbara Bracke (1968), Belgisch actrice
- Daniël Bracke (1946), Belgisch zanger, musicalacteur en componist
- Dirk Bracke (1953-2021), Belgisch auteur
- Elias Bracke (1998), Belgisch badmintonner
- Cornelius Bracke (1947), Belgisch journalist, schrijver en televisiescenarist; pseudoniem van Guido Van Meir
- Ferdinand Bracke (1939), Belgisch wielrenner
- Olivier Bracke (1994), Belgisch acteur
- Siegfried Bracke (1953), Belgisch journalist, hoofdredacteur, televisiepresentator en politicus
- Simon Bracke (1995), Belgisch voetballer
- Sofie Bracke (1979), Belgisch politica
- Tony Bracke (1971), Belgisch wielrenner
- Alexandra Bracken (1987), Amerikaans auteur
- Marvin Bracy (1993), Amerikaans atleet
- Ray Bradbury (1920-2012), Amerikaans schrijver
- Steven Bradbury (1973), Australisch shorttracker
- Jesse Bradford (1979), Amerikaans acteur
- Helmut Bradl (1961), Duits motorcoureur
- Stefan Bradl (1989), Duits motorcoureur
- Charles Bradley (1948-2017), Amerikaans zanger
- David Bradley (1942), Brits acteur
- Richard Bradley (1991), Brits autocoureur
- Holly Bradshaw (1991), Brits atlete
- Alice Brady (1892-1939), Amerikaans actrice
- Charles Brady (1951-2003), Amerikaans ruimtevaarder
- Ian Brady (1938-2017), Brits seriemoordenaar
- James S. Brady (1940-2014), Amerikaans persvoorlichter van president Ronald Reagan
- Orla Brady (1961), Iers actrice
- Seán Baptist Brady (1939), Iers geestelijke en kardinaal van de Rooms-Katholieke Kerk
- François Braekman (1919-2007), Belgisch atleet
- Pol Braekman (1919-1994), Belgisch atleet
- Renaat Braem (1910-2001), Belgisch architect
- Urbain Braems (1933-2021), Belgisch voetballer en voetbalcoach
- Antoine Braet (1942-2021), Nederlands neerlandicus en hoogleraar
- Joseph Braet (1882-1916), Belgisch advocaat en spion
- Mathieu Bragard (1895-1952), Belgisch voetballer
- Mikaël Brageot (1987), Frans piloot
- Don Bragg (1935-2019), Amerikaans atleet
- Melvyn Bragg (1939), Brits historicus, presentator en schrijver
- William Henry Bragg (1862-1942), Brits natuurkundige
- William Lawrence Bragg (1890-1971), Brits wiskundige en natuurkundige
- Ljoedmila Bragina (1943), Sovjet-Russisch atlete
- Tycho Brahe (1546-1601), Deens astronoom
- Mike Brahim (1928-2015), Surinaams politicus
- Lakhdar Brahimi (1934), Algerijns diplomaat en politicus
- Nikolaus Joseph Brahm (1754-1821), Duits entomoloog
- Johannes Brahms (1833-1897), Duits componist
- James Braid (1795-1860), Brits arts
- Louis Braille (1809-1852), Frans uitvinder
- Justine Braisaz (1996), Frans biatlete
- Darren Braithwaite (1969), Brits atleet
- Goran Brajković (1978-2015), Kroatisch voetballer
- Cor Brak (1910-1993), Nederlands variétéartiest
- Wilhelmus à Brakel (1635-1711), Nederlands predikant
- Theodorus à Brakel (1608-1669), Nederlands predikant
- Govert van Brakel (1949), Nederlands radiopresentator
- Jan van Brakel (16??-1690), Nederlands vlootvoogd
- Pier van Brakel (1933-2022), Nederlands acteur
- Adolf Brakke (1901-1977), Surinaams politicus
- Willem Brakman (1922-2008), Nederlands schrijver
- Gerrit Braks (1933-2017), Nederlands politicus
- Firmin Bral (1929-2009), Belgisch wielrenner
- Luk Bral (1949-2020), Vlaams zanger en kleinkunstenaar
- Wout Brama (1986), Nederlands voetballer
- Ernesto 'Tino' Brambilla (1934-2020), Italiaans autocoureur
- Vittorio Brambilla (1937-2001) was een Italiaans autocoureur
- Frank Bramley (1857-1915), Brits kunstschilder
- Kenneth Branagh (1960), Brits regisseur en acteur
- Richard Brancart (1922-1990), Belgisch atleet
- Sjarel Branckaerts (1947-2007), Vlaams acteur
- Cristina Branco (1972), Portugees zangeres
- Constantin Brâncuşi (1876-1957), Roemeens beeldhouwer
- Anton Brand (1953), Nederlands schrijver en ambtenaar
- Gordon Brand jr. (1958-2019), Schots golfprofessional
- Hendrica Brand (1758–1813), winkelierster
- Vance Brand (1931), Amerikaans ruimtevaarder
- William Thomas Brande (1788-1866), Engels scheikundige
- Antonietta Brandeis (1849-1910), Tsjechisch schilderes
- Steye van Brandenberg (1918-1990), Nederlands acteur en regisseur
- Michael Brandenbourg (1986), Belgisch atleet
- Daniel Brandenstein (1943), Amerikaans ruimtevaarder
- Mattijs Branderhorst (1993), Nederlands voetballer
- Alaine Brandes (1922-2010), Amerikaans model en actrice (Rebel Randall)
- Matthias Brändle (1989), Oostenrijks wielrenner
- Marlon Brando (1924-2004), Amerikaans acteur
- Bonnie Brandon (1993), Amerikaans zwemster
- Ellis Brandon (1923-2024), Nederlands Engelandvaardster
- Oscar Brandon (1971), Surinaamse badmintonner
- Gyles Brandreth (1948), Brits schrijver en politicus
- Kevin Brands (1988), Nederlands voetballer
- Marcel Brands (1962), Nederlands voetballer en voetbalbestuurder
- Wim Brands (1959-2016), Nederlands dichter, journalist en presentator
- Eirik Brandsdal (1986), Noors langlaufer
- Bertus Brandsen (1914), Nederlands politicus en vakbondsbestuurder
- Nico Brandsen (1960-2024), Nederlands toetsenist
- Cornelis Brandsma (1904-1982), Nederlands politicus
- Margriet Brandsma (1957), Nederlands journaliste
- Marjon Brandsma (1943-2024), Nederlands actrice
- Titus Brandsma (1881-1942), Nederlands verzetsman
- Rick Brandsteder (1984), Nederlands televisiepresentator
- Ron Brandsteder (1950-2025), Nederlands presentator en zanger
- Alfons (Fons) Van Brandt (1927-2011), Belgisch voetballer
- Dorothea Brandt (1984), Duits zwemster
- François Brandt (1874-1949), Nederlands roeier
- Karl Brandt (1904-1948), Duits nazidokter, SS'er en oorlogsmisdadiger
- Rudolf Brandt (1909-1948), Duits nazi-ambtenaar, SS'er en oorlogsmisdadiger
- Rut Brandt (1920-2006), Noors verzetsstrijdster en tweede vrouw van Willy Brandt
- Willy Brandt (1913-1992), Duits premier
- Aaf Brandt Corstius (1975), Nederlands columniste, vertaalster, schrijfster, publiciste en redactrice
- Hugo Brandt Corstius (1935-2014), Nederlands schrijver en wetenschapper
- Liesbeth Brandt Corstius (1940-2022), Nederlands kunsthistorica en museumdirectrice
- Cornelis Brandts Buys (1812-1890), Nederlands musicus
- Hans Brandts Buys (1905-1959), Nederlands Bach-kenner, schrijver en dirigent
- Henri François Robert Brandts Buys (1850-1905), Nederlands componist en dirigent
- Jan Brandts Buys (1868-1933), Nederlands-Oostenrijks componist
- Johann Sebastian Brandts Buys (1879-1939), Nederlands etnomusicoloog
- Ludwig Brandts Buys (1908-1983), Nederlands architect en tekenaar
- Ludwig Felix Brandts Buys (1847-1917), Nederlands componist en dirigent
- Marius Brandts Buys jr. (1874-1944), Nederlands componist en dirigent
- Marius Brandts Buys sr. (1840-1911), Nederlands musicus
- Brigid Brannagh (1972), Amerikaans actrice
- Jay Brannan (1982), Amerikaans singer-songwriter en acteur
- Edward Bransfield (1785-1852), Iers-Brits zeevaarder
- Guy Van Branteghem (1932-2013), Belgisch badmintonspeler
- Mike Brant (1947-1975), Israëlisch zanger
- Jarrad Branthwaite (2002), Engels voetballer
- Hjalmar Branting (1860-1925), Zweeds politicus en Nobelprijswinnaar
- André Brantjes (1958), Nederlands darter
- Maria Branyas Morera (1907-2024), Amerikaans-Spaans supereeuwelinge
- Georges Braque (1882-1963), Frans schilder
- Patty Brard (1957), Nederlands televisiepersoonlijkheid en zangeres
- Chris Brasher (1928-2003), Brits atleet en sportjournalist
- Janus Braspennincx (1903-1977), Nederlands wielrenner
- John Braspennincx (1914-2008), Nederlands wielrenner
- Arjan Brass (1951-2007), Nederlands zanger, pianist en saxofonist
- Georges Brassens (1921-1981), Frans chansonnier
- Jan Brasser (1912-1999), Nederlands atleet
- Anneke Brassinga (1948), Nederlands dichteres, prozaïst en vertaler
- A. Brastad (1903-1983), Belgisch schrijfster; pseudoniem van Antoinette Buckinx-Luykx
- Anne (An) Brasz-Later (1906-2020), oudste inwoner van Nederland
- Gjermund Bråten (1990), Noors snowboarder
- Ingebjørg Saglien Bråten (1999), Noors schansspringster
- Øystein Bråten (1995), Noors freestyleskiër
- Ryan Brathwaite (1988), Barbadiaans atleet
- Rune Bratseth (1961), Noors voetballer
- Will Bratt (1988), Brits autocoureur
- Walter Brattain (1902-1987), Schots-Amerikaans natuurkundige en Nobelprijswinnaar
- Lisa Bratton (1996), Amerikaans zwemster
- Inger Brattström (1920), Zweeds schrijfster
- Rune Brattsveen (1984), Noors biatleet
- Walther von Brauchitsch (1881-1948), Duits generaal
- François Braud (1986), Frans noordse combinatieskiër
- Wellman Braud (1891-1966), Amerikaans jazzbassist
- Friedrich Moritz Brauer (1832-1904), Oostenrijks entomoloog
- Max Brauer (1887-1973), Duits politicus
- Richard Brauer (1901-1977), Duits-Amerikaanse wiskundige
- Timna Brauer (1961), Oostenrijks zangeres
- Andre Braugher (1962-2023), Amerikaans acteur
- Ellen Braumüller (1910-1991), Duits atlete
- Christian Braun (2001), Amerikaans basketballer
- Colin Braun (1988), Amerikaans autocoureur
- Eva Braun (1912-1945), Duits echtgenote van Adolf Hitler
- Gordon Braun (1977), Luxemburgs voetballer
- Ferdinand Braun (1850-1918), Duits natuurkundige
- Ma Braun (1881-1956), Nederlands zwemtrainster
- Marie Braun (1911-1982), Nederlands zwemster
- Nico Braun (1950), Luxemburgs voetballer
- Pieter Braun (1993), Nederlands atleet
- Sabine Braun (1965), Duits atlete
- Wernher von Braun (1912-1977), Duits-Amerikaans ruimtevaartgeleerde
- Josias Braun-Blanquet (1884-1980), Zwitsers botanicus
- Harry Brauner (1908-1988), Roemeens etnomusicoloog en hoogleraar
- Gerold von Braunmühl (1935-1986), Duits diplomaat
- Johan Brautigam (1878-1962), Nederlands vakbondsbestuurder en politicus
- Saskia de Brauw (1981), Nederlands fotomodel en kunstenares
- Bart Braverman (1946), Amerikaans acteur
- Luigi Ferrari Bravo (1933), Italiaans hoogleraar en rechter
- Ross Brawn (1954), Engels manager van Formule 1-teams
- Anthony Braxton (1945), Amerikaans componist en musicus
- Toni Braxton (1966), Amerikaans zangeres
- Russ Bray (1957), Engels caller
- Algirdas Brazauskas (1932-2010), voormalig president van Litouwen
- Thiago Braz da Silva (1993), Braziliaans atleet
- Conni Marie Brazelton (1955), Amerikaans actrice

## Bre

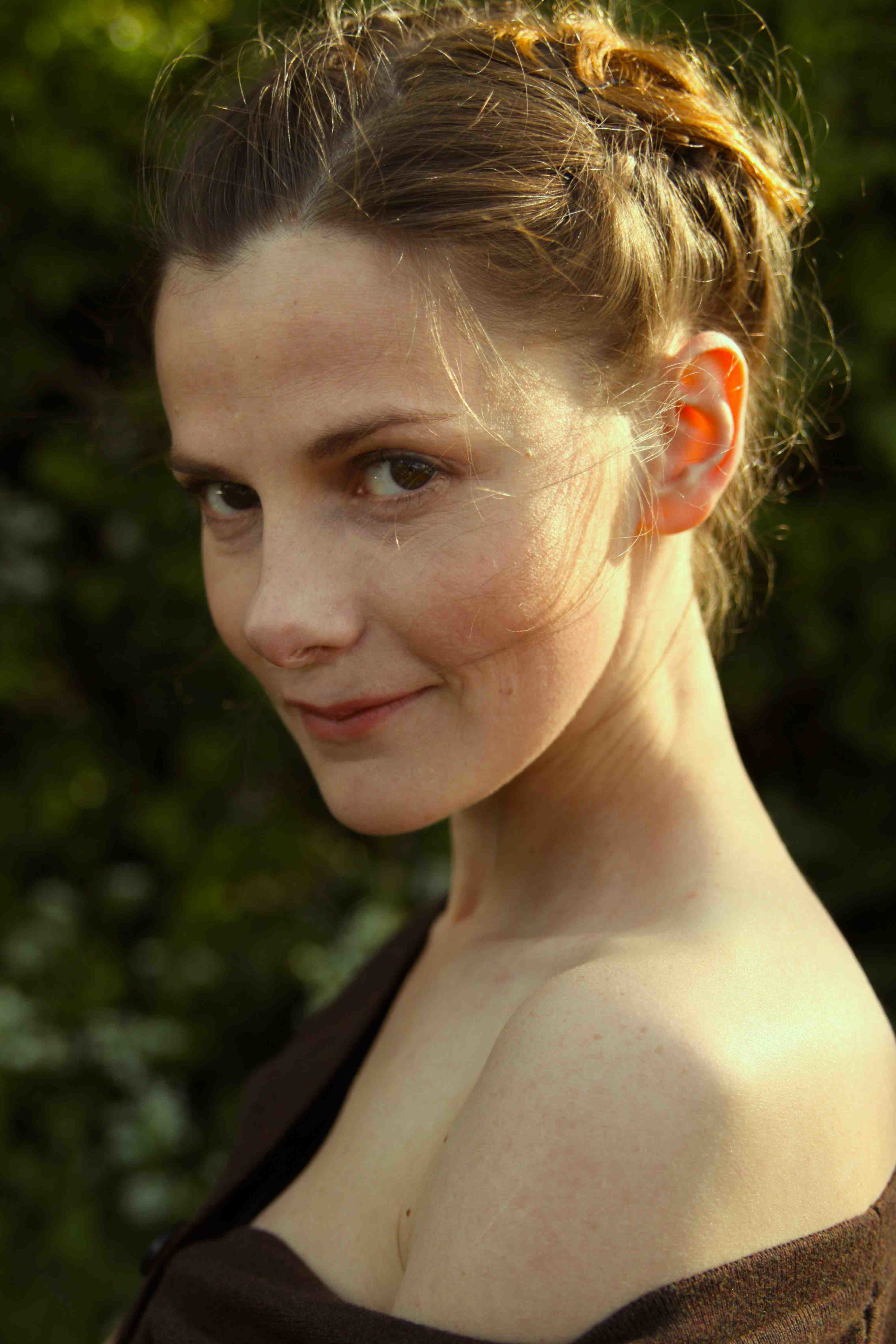
Louise Brealey, 2009

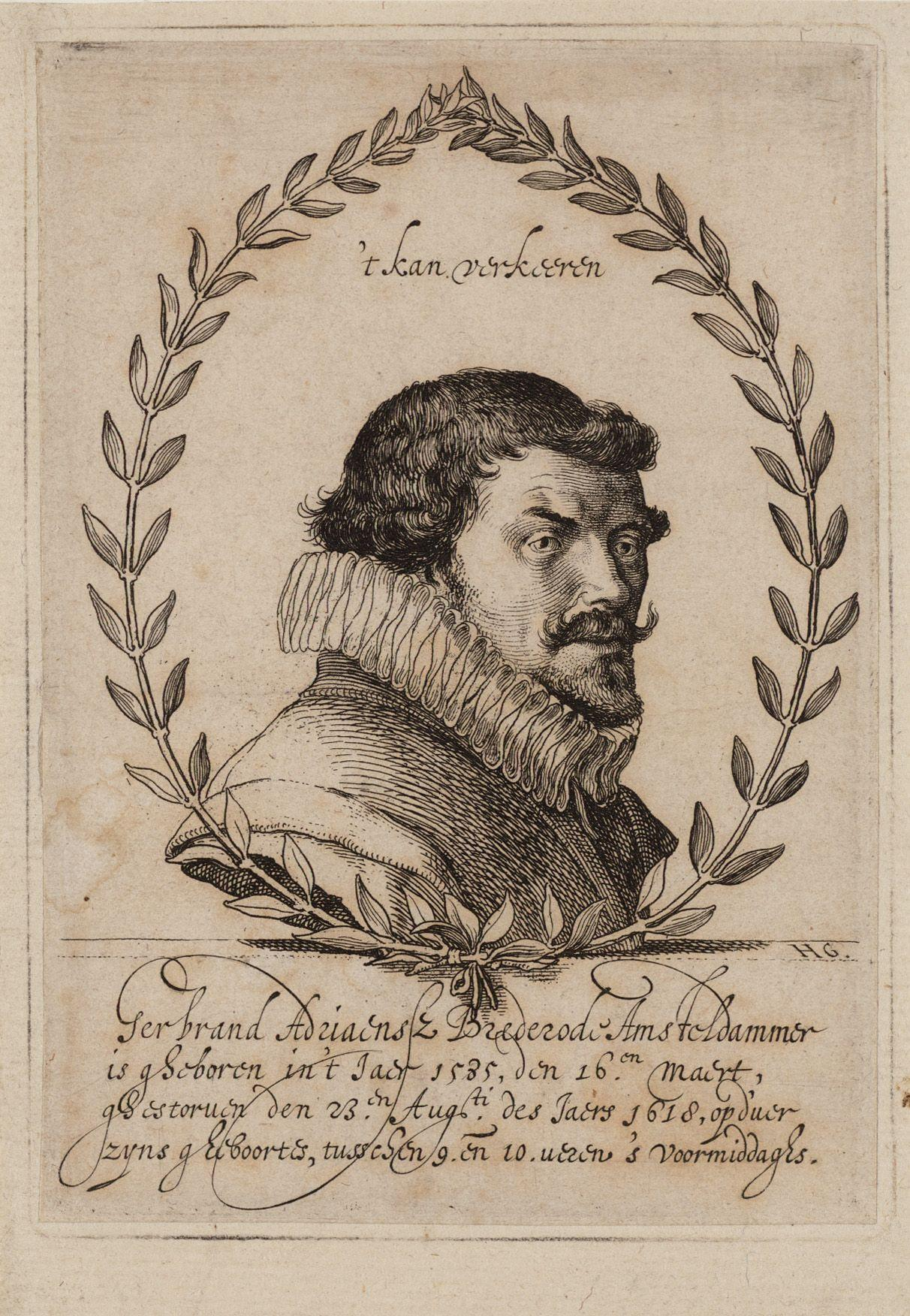
Gerbrand Adriaensz. Bredero

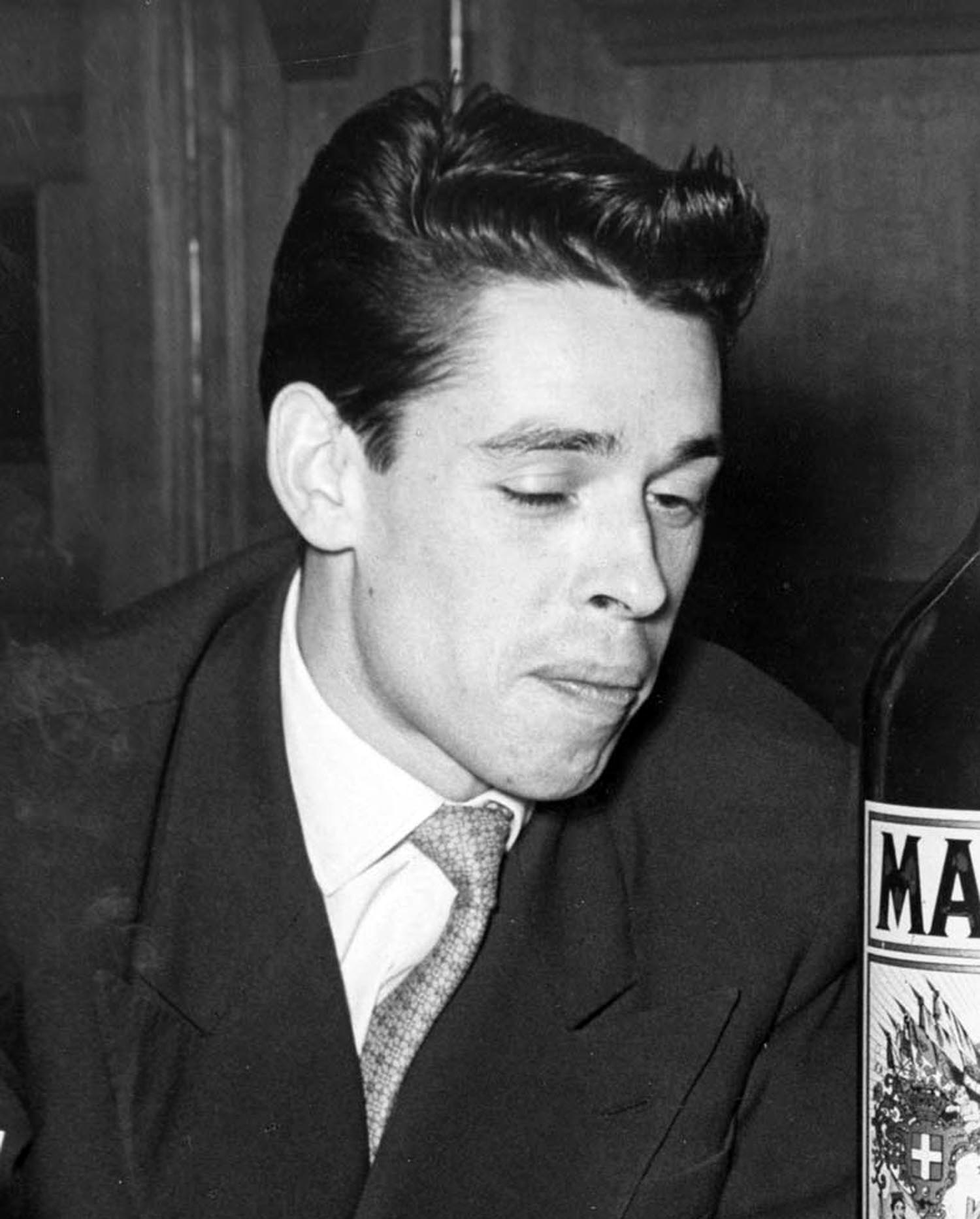
Jacques Brel

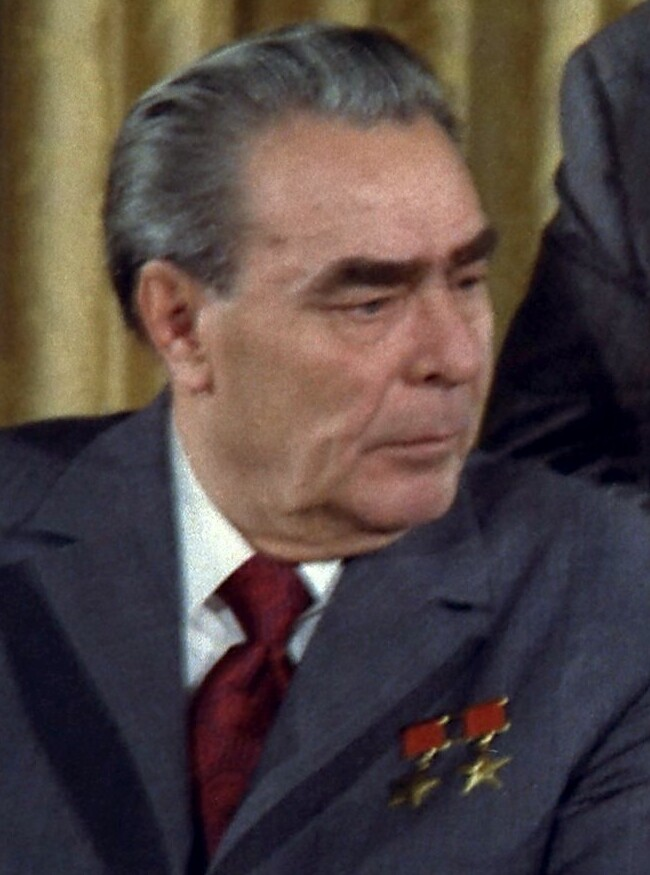
Leonid Brezjnev

- Lauren Breadmore (1983), Australisch tennisster
- Louise Brealey (1979), Brits actrice, filmproducente, scenarioschrijfster, schrijfster en journaliste
- Luca Brecel (1995), Belgisch snookerspeler
- Bertolt Brecht (1898-1956), Duits dichter, (toneel)schrijver en toneelregisseur
- Jacob van Breda (1788-1867), Nederlands botanicus, paleontoloog en zoöloog
- Carl Frederic von Breda (1759-1818), Zweeds kunstschilder
- Annelies Bredael (1965), Vlaams roeister
- Peeter van Bredael (1629-1719), Brabants schilder
- Adriaan van Bredehoff (1672 - 1733), Nederlands politicus
- François van Bredehoff (1648 - 1721), Nederlands politicus
- Karel Bredenhorst (1978), Nederlands cellist
- Gerbrand Adriaensz. Bredero (1585-1648), Nederlands dichter en toneelschrijver
- Catharina van Brederode (1570-1634), Nederlands erfvrouwe van Asten en Durendaal
- Désanne van Brederode (1970), Nederlands schrijfster
- Dirk van Teylingen, heer van Brederode (ca. 1180-1236), Nederlands edelman
- Dirk van Brederode (±1256-1318), Nederlands heer, baljuw en ridder
- Dirk III van Brederode (ca.1308-1377), Nederlands heer van Brederode
- Frans van Brederode (1465-1490), Nederlands roofridder
- Gijsbrecht van Brederode (1416-1475), Nederlands bisschop-elect van Utrecht
- Hendrik van Brederode (1531-1568), Nederlands edelman
- Hendrik van Brederode (1545-1573), Nederlands heer van Asten
- Jan van Brederode (1370/72-1415), Nederlands heer van Brederode, abt en militair
- Joan (of Jan of Johan) Wolfert van Brederode (1599-1655), Nederlands officier en staatsman
- Joris van Brederode (ca. 1460-1489), Nederlands burgemeester, kastelein en verwoede Hoek
- Karel Hendrik van Brederode (1827-1891), Nederlands ingenieur en architect van treinstations
- Lancelot van Brederode (?-1573), Nederlands geuzenleider, viceadmiraal en kapitein in het leger
- Maximiliaan van Brederode (1550-1591), Nederlands edelman
- Reinoud van Brederode (1567-1633), Nederlands edelman, rechter en diplomaat
- Reinoud I van Brederode (1336-1390), Nederlands heer van Brederode
- Reinoud II van Brederode (1415-1473 ), Nederlands heer, burggraaf en ridder
- Reinoud III van Brederode (1492-1556), Nederlands heer, burggraaf, houtvester, jaagmeester en politicus
- Reinoud IV van Brederode-Cloetingen (1520-1584), Nederlands heer van Asten
- Walraven I van Brederode (ca.1370/73-1417), Nederlands burggraaf, heer en stadhouder
- Walraven II van Brederode (1462-1531), Nederlands heer, drossaard en burggraaf
- Walraven III van Brederode (1547-1614), Nederlands heer van Brederode en lid van de Raad van State
- Walraven IV van Brederode (15??- 1620), Nederlands Kloetinge, van Vianen en Ameide
- Willem van Brederode (1380-1451), Nederlands admiraal-kapitein en Hoekse partizaan
- Willem van Brederode (1226/30-1285), Nederlands heer van Brederode
- Wolfert van Brederode (1495-1548), Nederlands heer van Kloetinge en van Asten
- Wolfert van Brederode (1550-1592), Nederlands edelman
- Wolfert Brederode (1974), Nederlands jazzpianist en -componist
- Cornelis van Bree (1932-2025), Nederlands taalkundige
- Mien van Bree (1915-1983), Nederlands wielrenster
- Elaine Breeden (1988), Amerikaans zwemster
- Emma Breedveld (1974), Nederlands violiste
- Walter Breedveld (1901-1977), Nederlands auteur; pseudoniem van Petrus Martinus Franciscus (Piet) van den Bogaert
- Willem Breedveld (1945-2010), Nederlands journalist
- Hendrik Gijsbert Bernhard (Henk) van den Breemen (1941-2024), Nederlands generaal b.d. van het Korps Mariniers
- Piet van Breemen (1927-2021), Nederlands pater jezuïet en auteur
- Rosalie van Breemen (1966), Nederlands fotomodel, televisiepresentatrice en journaliste
- Rudy van Breemen (1978), Nederlands paralympisch sporter
- Harm Douwe Breemer (Alexander Curly) (1946-2012), Nederlands zanger
- Craig Breen (1990-2023), Iers rallyrijder
- Patrick Breen (1960), Amerikaans acteur, filmregisseur en scenarioschrijver
- Hein van Breenen (1929-1990), Nederlands wielrenner
- Karin van Breeschoten (1970), Nederlands fotomodel
- Mirjam van Breeschoten (1970), Nederlands fotomodel
- Virgil Breetveld (1967), Nederlands voetballer
- Hans Breeveld (1950), Surinaams politicus en politicoloog
- Nicandro Breeveld (1986), Nederlands voetballer
- Anna van der Breggen (1990), Nederlands wielrenster
- Ahron Bregman (1958), Israëlisch journalist en politicoloog
- Kees Bregman (1947), Nederlands voetballer
- Louis Breguet (1804-1883), Frans horlogemaker en natuurkundige
- Alfred Brehm (1829-1884), Duits zoöloog, ornitholoog en publicist
- Andreas Brehme (1960-2024), Duits voetballer en voetbalcoach
- Christina Brehmer (1958), Duits atlete
- Claudia de Breij (1975), Nederlands cabaretière, presentatrice en radio-dj
- Charles Breijer (1914-2011), Nederlands cineast, fotograaf en verzetsstrijder
- Douwe Breimer (1943), Nederlands wetenschapper
- George Hendrik Breitner (1857-1923), Nederlands kunstschilder
- Paul Breitner (1951), Duits voetballer
- Karoline Dyhre Breivang (1980), Noors handbalster
- Marit Breivik (1955), Noors handbalster en handbalcoach
- Miha Brejc (1947), Sloveens politicus
- Jacques Brel (1929-1978), Belgisch (Waals) zanger
- Eva-Maria Brem (1988), Oostenrijks alpineskiester
- Jacques van Bremen (1984), Nederlands snelwandelaar
- Jan Bremer (1932-2023), Nederlands geograaf, historicus, docent en publicist
- Ria Bremer (1939), Nederlands journaliste en presentatrice
- Ton van den Bremer (1947-2016), Nederlands muziekmanager, producer en songwriter
- Emily Bremers (1970), Nederlands ex-vriendin van Willem-Alexander
- Ola Bremnes (1955), Noors musicus, auteur en troubadour
- Karel Brems (1945), Belgisch atleet
- Alfred Brendel (1931-2025), Oostenrijks pianist
- Willem Jean Brender à Brandis (1845-1929), Nederlands ingenieur en architect
- Nery Brenes (1985), Costa Ricaans atleet
- Randall Brenes (1983), Costa Ricaans voetballer
- Rosie Brennan (1988), Amerikaans langlaufster
- Scott Brennan (1983), Australisch roeier
- Walter Brennan (1894-1974), Amerikaans acteur
- William Brennan (1906-1997), Amerikaans rechter
- David Brenner (1962-2022), een Amerikaans filmeditor
- Lisa Brenner (1974), Amerikaans actrice
- Sydney Brenner (1927-2019), Zuid-Afrikaans bioloog
- Alex Brenninkmeijer (1951-2022), Nationaal Ombudsman van Nederland
- Stephan Brenninkmeijer (1964), Filmregisseur
- Herbert Brenon (1880-1958), Iers filmregisseur
- Clemens Brentano (1778-1842), Duits schrijver
- Franz Brentano (1838-1917), Duits filosoof en psycholoog
- Josephus Augustinus Brentano (1753-1821), Nederlands kunstverzamelaar en mecenas
- Frieda Brepoels (1955), Belgisch politica
- Guido Brepoels (1961), Belgisch voetbalcoach
- Guido de Brès (1522-1567), Waals protestants theoloog
- Davide Bresadola (1988), Italiaans schansspringer en voormalig noordse combinatie-skiër
- Abigail Breslin (1996), Amerikaans actrice
- Patricia Breslin (1931-2011), Amerikaans actrice
- Spencer Breslin (1992), Amerikaans acteur en muzikant
- Randolph Bresnik (1967), Amerikaans ruimtevaarder
- Claire Bretécher (1940-2020), Frans stripauteur
- Gerrit Breteler (1954-2023), Nederlands schrijver, kunstschilder, zanger en beeldend kunstenaar
- André Breton (1896-1966), Frans dichter, grondlegger van het surrealisme
- John Watkins Brett (1805-1863), Brits telegraafingenieur
- Grit Breuer (1972), Duits atlete
- Michel Breuer (1980), Nederlands voetballer
- Frans Breugelmans (1905-2000), Belgisch arts en politicus
- Frans Breugelmans (1886-1957), Belgisch syndicalist en politicus
- Ronald Breugelmans (1943-2010), Nederlands conservator en schrijver
- Sven Breugelmans (1979), Belgisch motorcrosser
- Tooske Breugem (1974), Nederlands vj, zangeres, actrice en televisiepresentatrice
- Willem Breuker (1944-2010), Nederlands componist
- Tim Breukers (1987), Nederlands voetballer
- Arjan Breukhoven (1962), Nederlands componist, dirigent en organist
- Connie Breukhoven (1951), Nederlands actrice en zangeres (Vanessa)
- Hans Breukhoven (1946-2017), Nederlands ondernemer
- Erik Breukink (1964), voormalig Nederlands wielrenner en ploegleider
- Walter Breuning (1896), oudste erkende levende man ter wereld
- Derrick Brew (1977), Amerikaans atleet
- Lindsay Brewer (1997), Amerikaans autocoureur en model
- David Brewster (1781-1868), Schots natuurkundige
- Breyten Breytenbach (1939-2024), Zuid-Afrikaans-Frans schrijver, dichter en kunstenaar
- Jurij Brězan (1916-2006), Sorbisch-Duits schrijver
- Rajko Brežančić (1989), Servisch voetballer
- Michal Březina (1990), Tsjechisch kunstschaatser
- Leonid Brezjnev (1906-1982), Russisch leider van de Sovjet-Unie (1964-1982)

## Bri

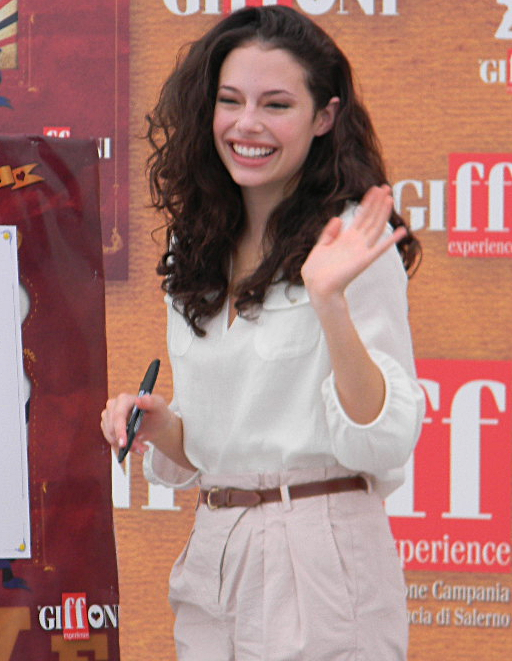
Chloe Bridges, 2010

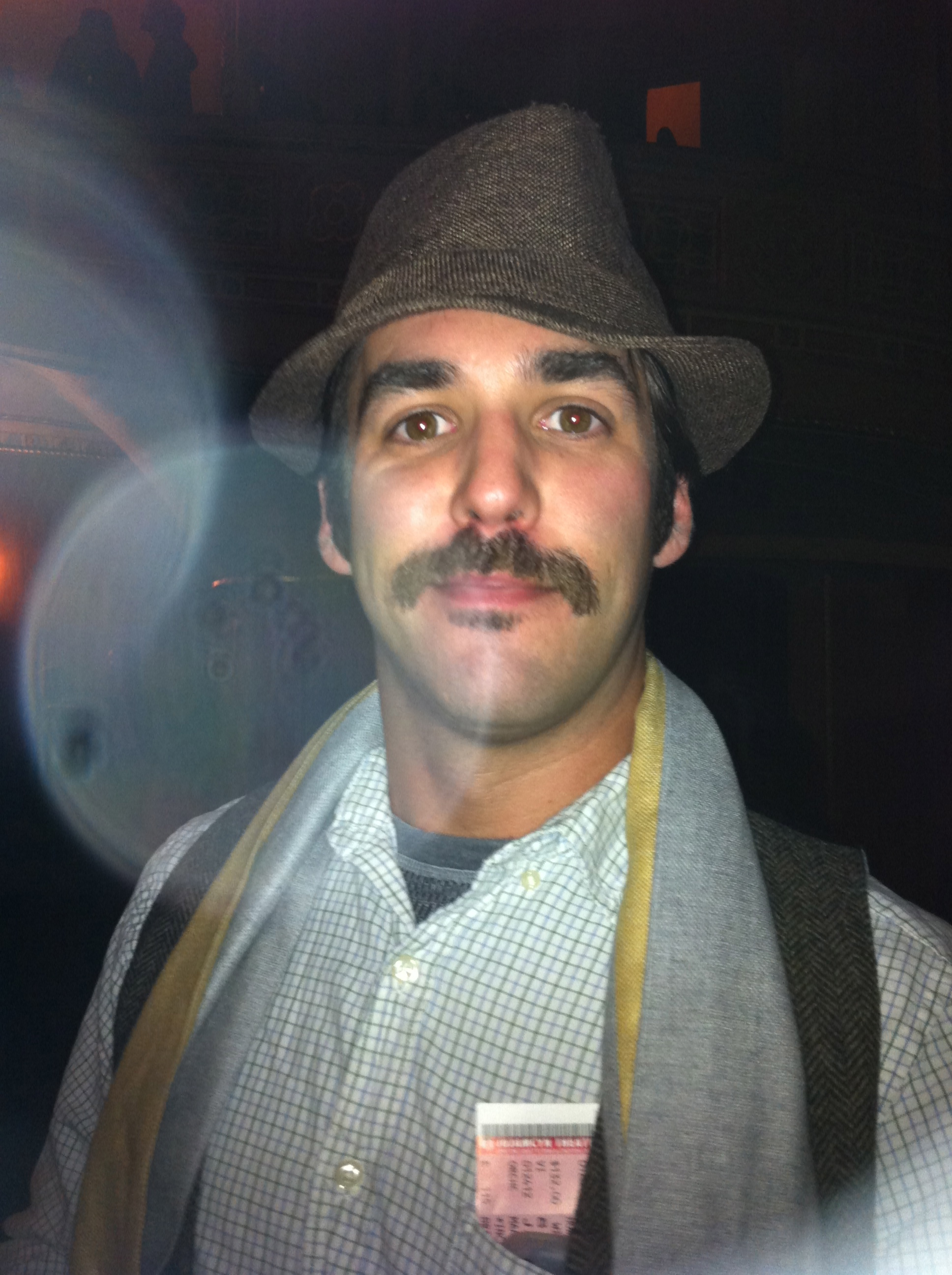
Jordan Bridges

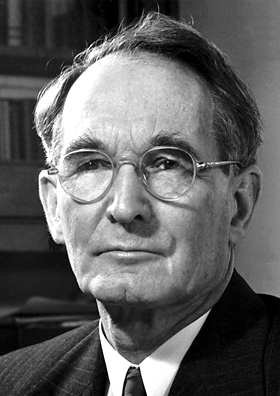
Percy Williams Bridgman

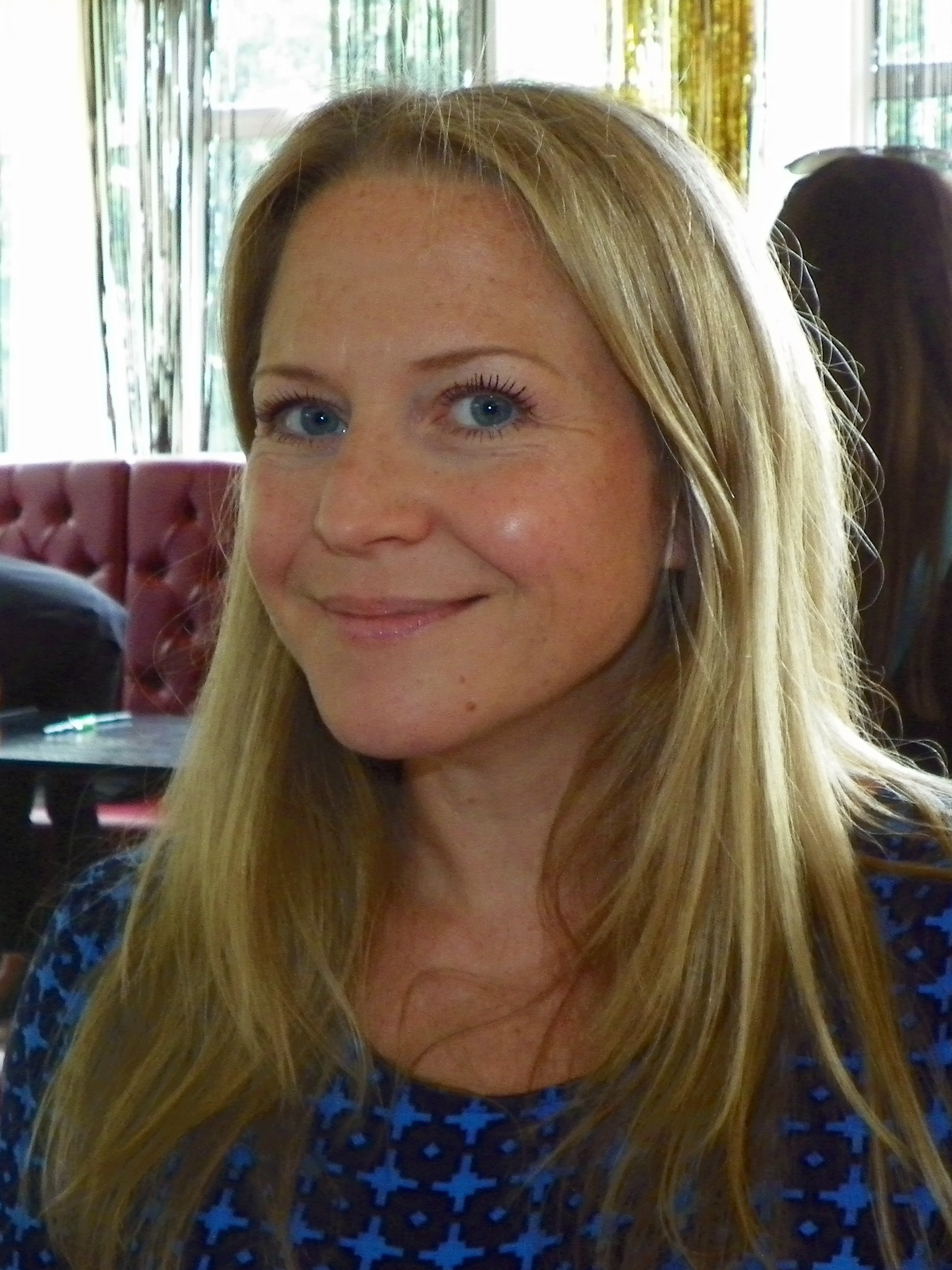
Kellie Bright, 2016

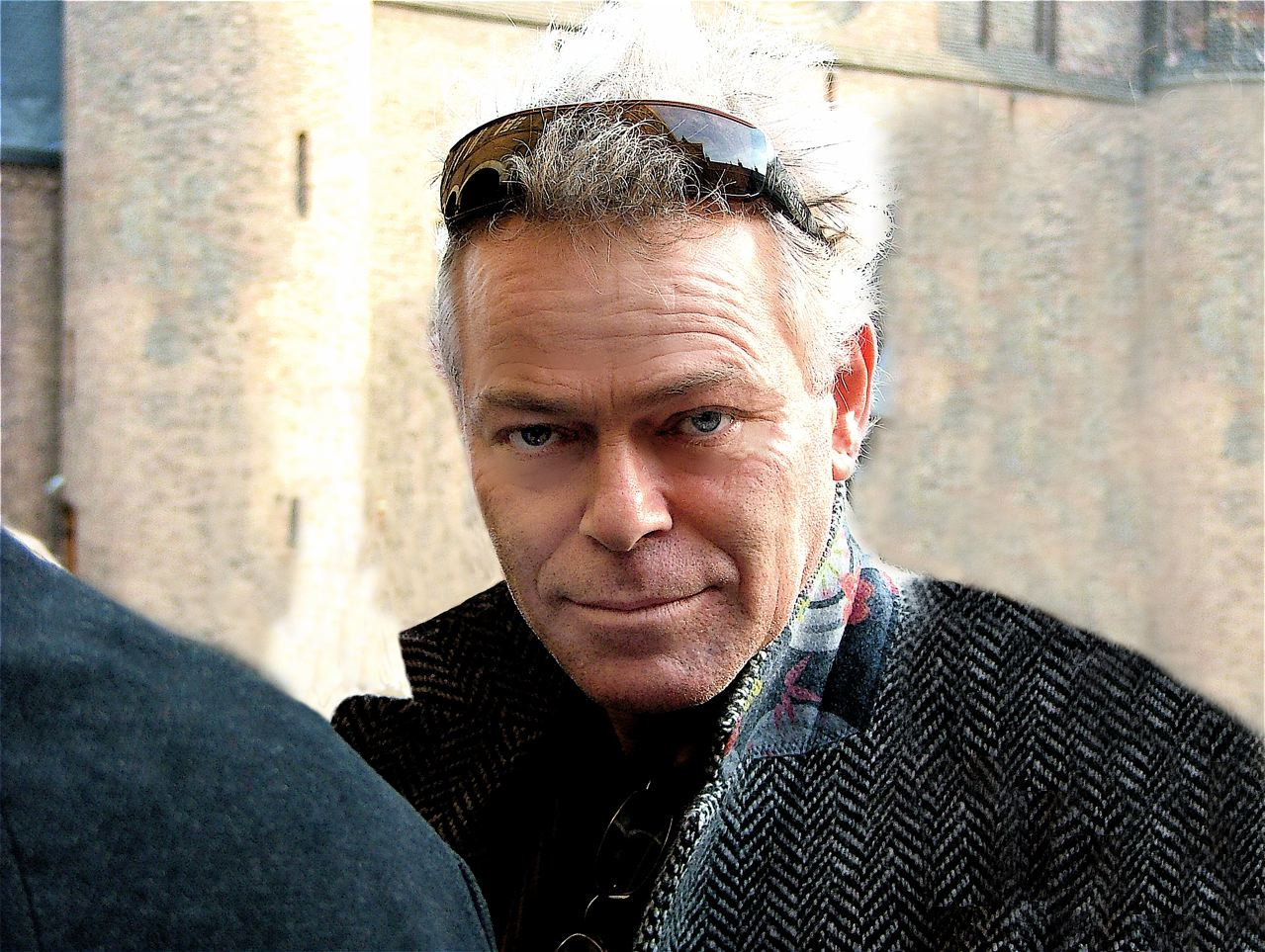
Martin Bril

- Hans Brian (1940-2022), Nederlands sportcommentator
- Havergal Brian (1876-1972), Brits componist
- Mary Brian (1906-2002), Amerikaans actrice
- Aristide Briand, (1862-1932) Frans staatsman
- Alberta Brianti (1980), Italiaans tennisster
- Michèle Bribosia-Picard (1933), Belgisch politica
- Jacky Brichant (1930-2011), Belgisch tennisser
- Emile Brichard (1899-2004), Belgisch wielrenner en oud-strijder
- Jean Brichaut (1911-1962), Belgisch voetballer
- Tommy Bridewell (1988), Brits motorcoureur
- Wayne Bridge (1980), Engels voetballer
- Chloe Bridges (1991), Amerikaans actrice
- Jeff Bridges (1949), Amerikaans acteur
- Jordan Bridges (1973), Amerikaans acteur
- Leon Bridges (1989), Amerikaans singer-songwriter
- Roy Bridges (1943), Amerikaans ruimtevaarder
- Percy Williams Bridgman (1882-1961), Amerikaans natuurkundige en Nobelprijswinnaar
- Ria Brieffies (1957-2009), Nederlands zangeres
- Friedrich Gustav Brieger (1900-1985), Pools-Duits botanicus en geneticus
- Rie Briejer (1910-1999), Nederlands atlete
- Dick Briel (1950-2011), Nederlands stripauteur
- Arnoud Willem baron van Brienen van de Groote Lindt (1783-1854), Nederlands koopman en politicus
- Willem Joseph baron van Brienen van de Groote Lindt (1760-1839), Nederlands koopman en politicus
- Markus Brier (1968), Oostenrijks golfprofessional
- Henry Briers de Lumey (1869-1946), Belgisch politicus en schrijver
- Siegfried Brietzke (1952), Oost-Duits roeier
- Edward Brieven (1900-1988), Belgisch politicus en bestuurder
- Domenico Brigaglia (1958), Italiaans motorcoureur
- Charles Tilston Bright (1832-1888), Brits elektrotechnicus
- Kellie Bright (1976), Brits actrice
- Richard Bright (1937-2006), Amerikaans acteur
- Torah Bright (1986), Australisch snowboardster
- Federica Brignone (1990), Italiaans alpineskiester
- Jane Brigode (1870-1952), Belgisch politica en feministe
- Achiel Brijs (1879-1949), Vlaams activist
- Arthur Brijs (1878-1924), Belgisch ondernemer en politicus
- Gert Brijs (1979), Belgisch atleet
- Stefan Brijs (1969), Belgisch schrijver
- Jevgenija Brik (1981-2022), Russisch actrice
- Ben Bril (1912-2003), Nederlands bokser
- Martin Bril (1959-2009), Nederlands columnist, schrijver en dichter
- Debbie Brill (1953), Canadees atlete
- Fran Brill (1946), Amerikaans actrice en poppenspeelster
- Willy Brill (1926-2017), Nederlands actrice, hoorspelregisseur en vertaalster
- André Brilleman (ca.1959-1985), Nederlands lijfwacht en crimineel
- Wilford Brimley (1934-2020), Amerikaans acteur
- Sergey Brin (1974), Russisch-Amerikaans informaticus en ondernemer
- Frits Brink (1946-2025), Nederlands bestuurder en politicus
- Johan Brink (1958), Zweeds atleet
- Jos Brink (1942-2007), Nederlands (hoorspel)acteur, cabaretier, musicalster en -producent, columnist, schrijver, predikant, radio- en televisiepresentator
- Rick Brink (1985-2024), Nederlands politicus
- Robert ten Brink (1955), Nederlands televisiepresentator
- Ger van den Brink (1960–2012), Nederlands radiodiskjockey
- Jan van den Brink (1915-2006), Nederlands politicus en bankier
- Tijs van den Brink (1970), Nederlands journalist, presentator en schrijver
- Wien van den Brink (1945-2010), Nederlands landbouwer, vakbondsbestuurder en politicus
- Christien Brinkgreve (1949), Nederlands socioloog en publiciste
- Laurens Jan Brinkhorst (1937), Nederlands rechtsgeleerde, politicus, diplomaat en ambtenaar
- Bram Brinkman (1915-2009), Nederlands politicus
- Elco Brinkman (1948), Nederlands politicus en bestuurder
- Hero Brinkman (1964), Nederlands politiefunctionaris en politicus
- Jacques Brinkman (1966), Nederlands hockeyer
- Jan Willem Brinkman (1947), Nederlands militair en politiefunctionaris
- Janneke Brinkman-Salentijn (1948), Nederlands kunstschilderes
- Nienke Brinkman (1993), Nederlands atlete
- Wim Brioen (1954), Vlaams gitarist
- Valerie Brisco-Hooks (1960), Amerikaans atlete
- Brent Briscoe (1961), Amerikaans acteur
- Dolph Briscoe (1923-2010), Amerikaans politicus
- Danielle Brisebois (1969), Amerikaans actrice en zangeres
- Jean-Claude Brisseau (1944-2019), Frans filmregisseur en filmproducent
- Mathurin Jacques Brisson (1723-1806), Frans zoöloog en natuurfilosoof
- Jacques Pierre Brissot (1754-1793), Frans journalist en politicus
- Johnny Bristol (1939-2004), Amerikaans zanger en producer
- Eric Bristow (1957-2018), Engels darter
- Serge Brisy (1886-1965), Belgisch feministe, theosofe en vrijmetselaar; pseudoniem van Nelly Schoenfeld
- Estêvão de Brito (ca.1575-1644), Portugees componist
- Grant Brits (1987), Australisch zwemmer
- Jan Britstra (1905-1987), Nederlands atleet
- King Britt (1968), Amerikaans dj/producer
- Matthew Brittain (1987), Zuid-Afrikaans roeier
- Benjamin Britten (1913-1976), Brits componist
- Steffen Britzke, Duits tranceproducer

## Brk
- Ivan Brkić (1995), Kroatisch voetbaldoelman

## Brn
- Dražen Brnčić (1971), Belgisch-Kroatisch voetballer

## Bro

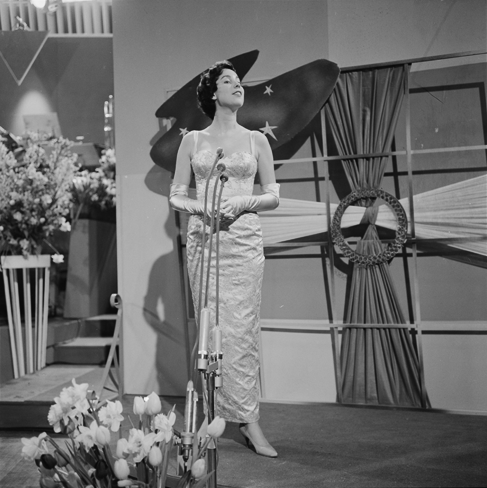
Corry Brokken

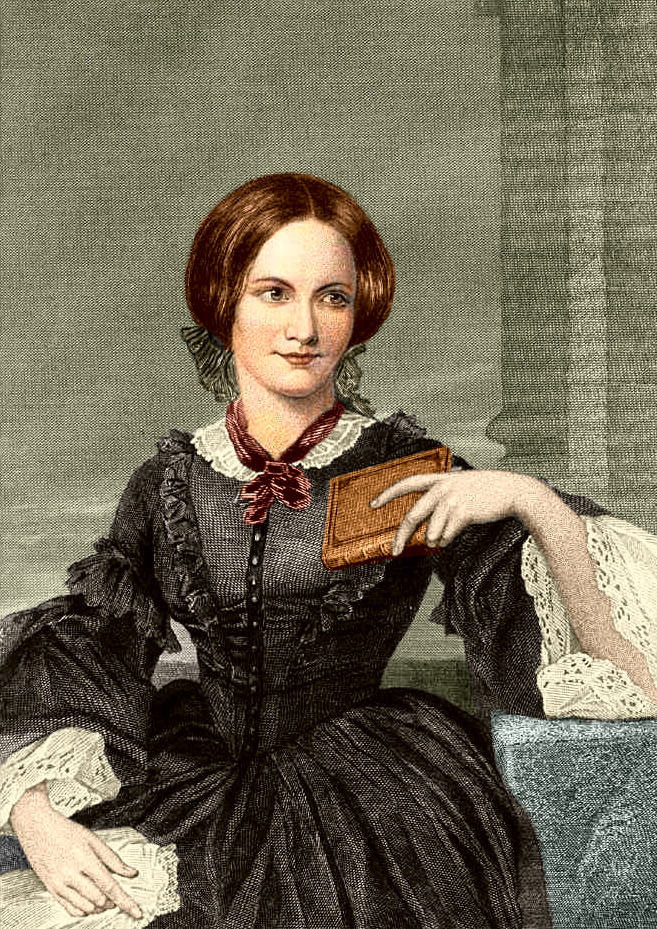
Charlotte Brontë

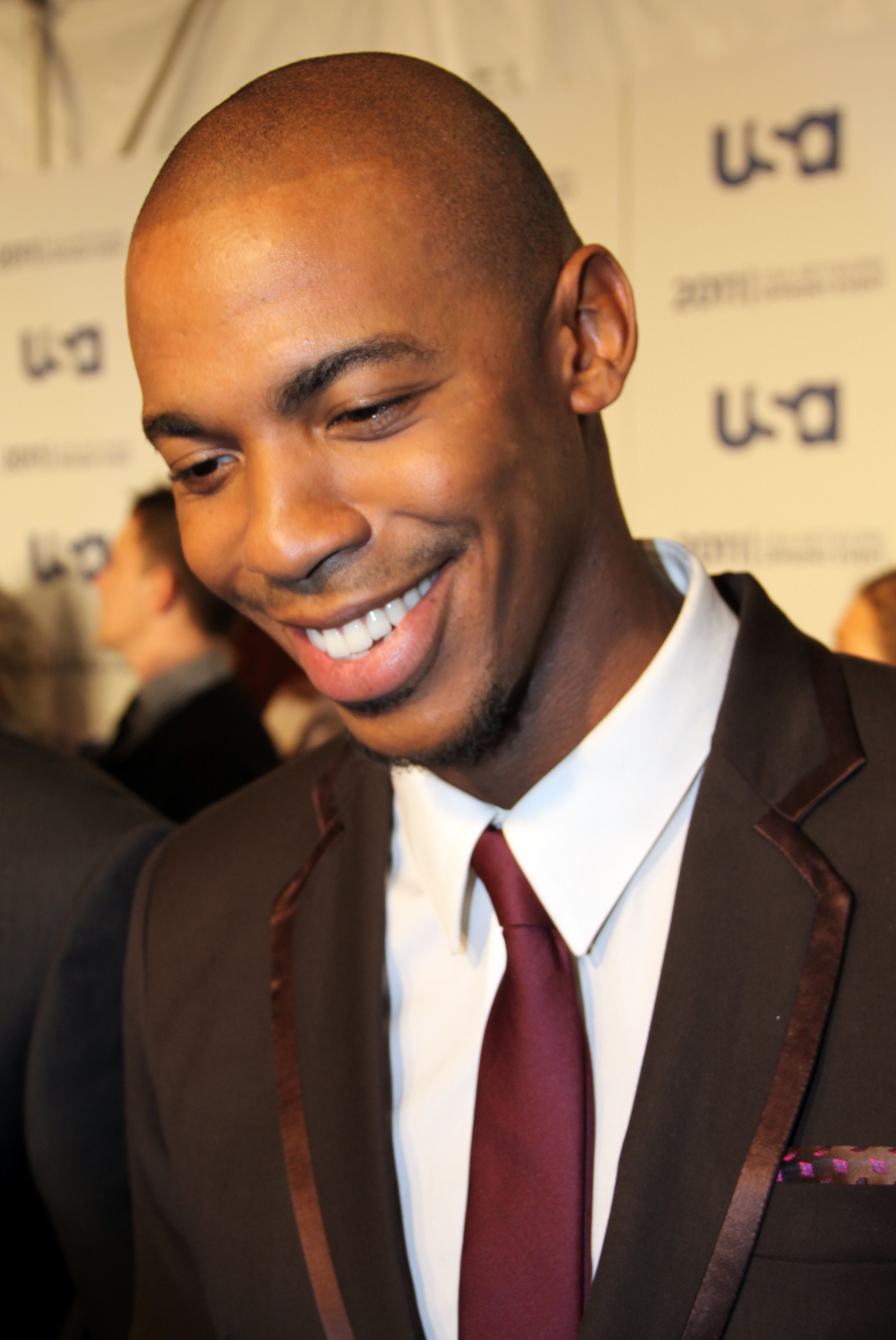
Mehcad Brooks

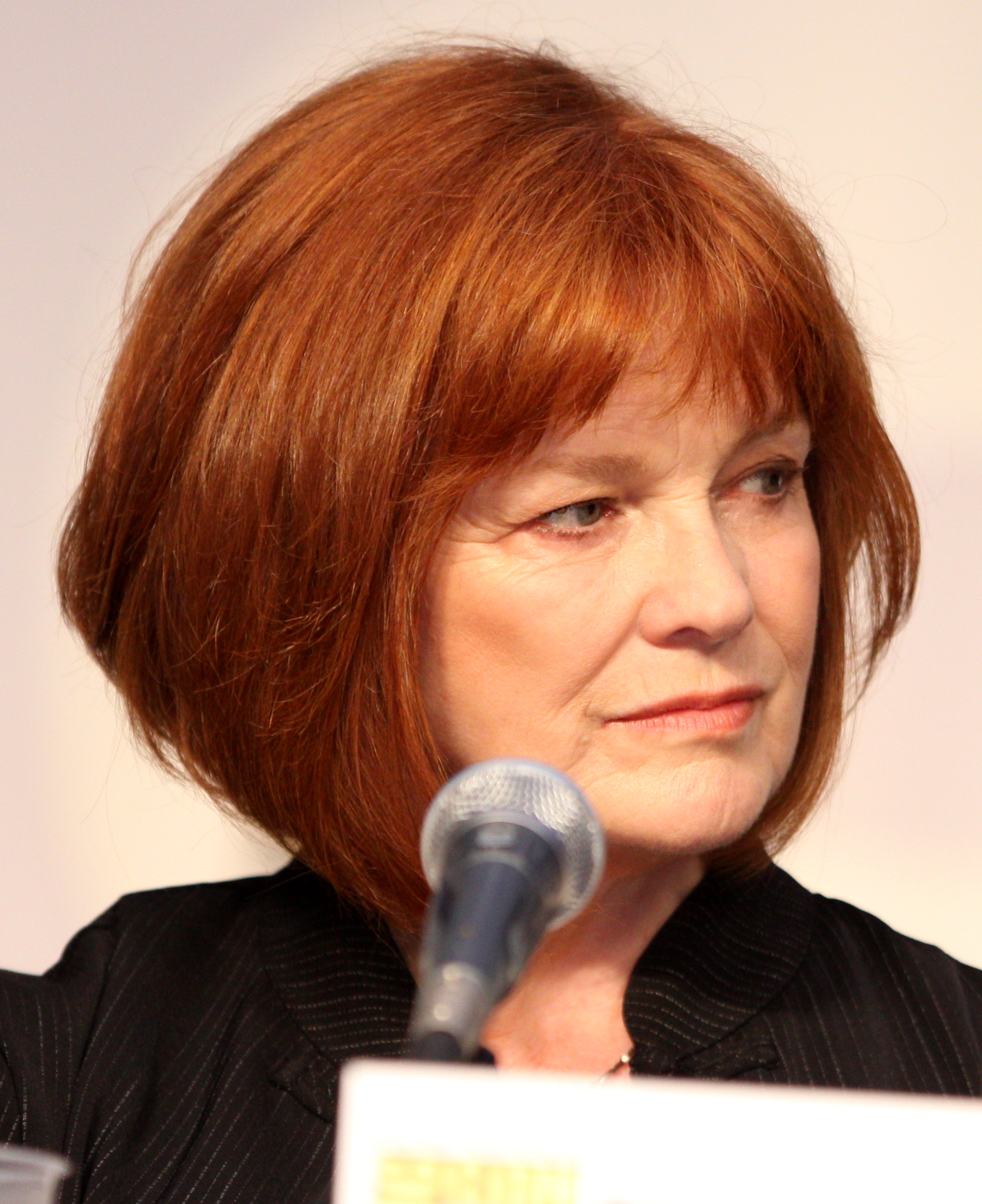
Blair Brown (2010)

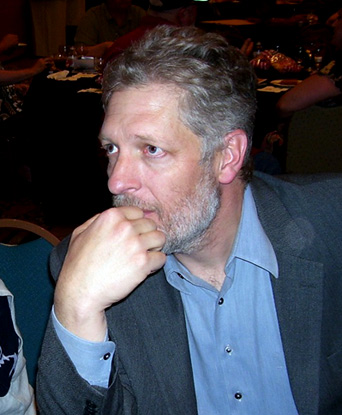
Clancy Brown (2008)

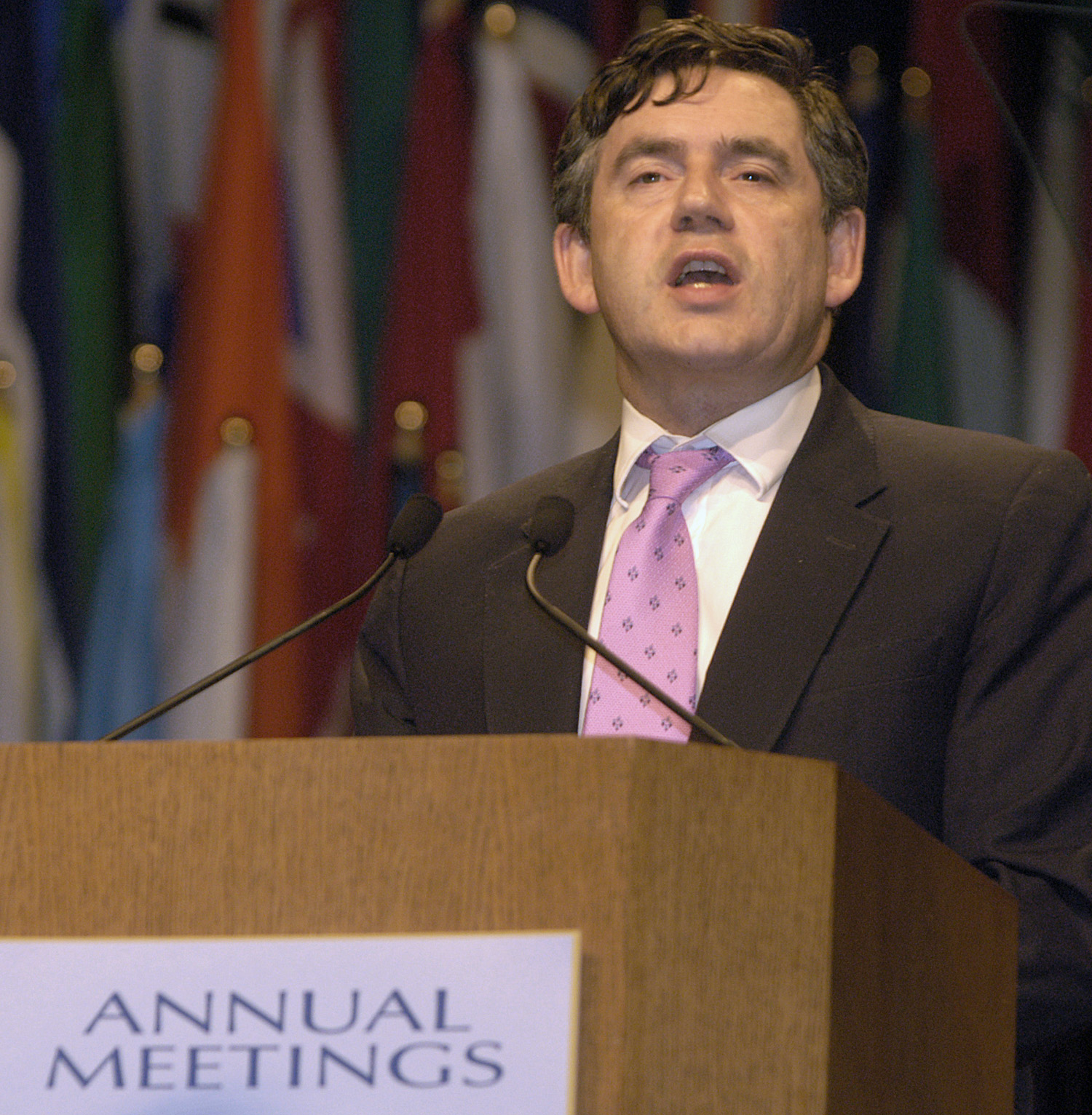
Gordon Brown

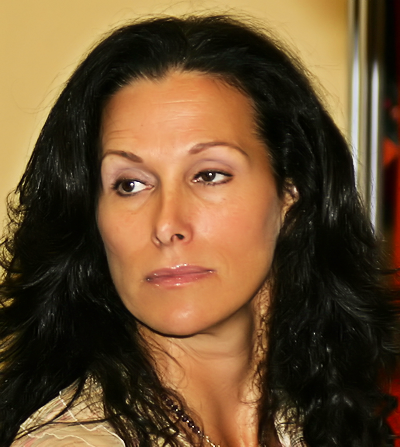
Jullie Caitlin Brown

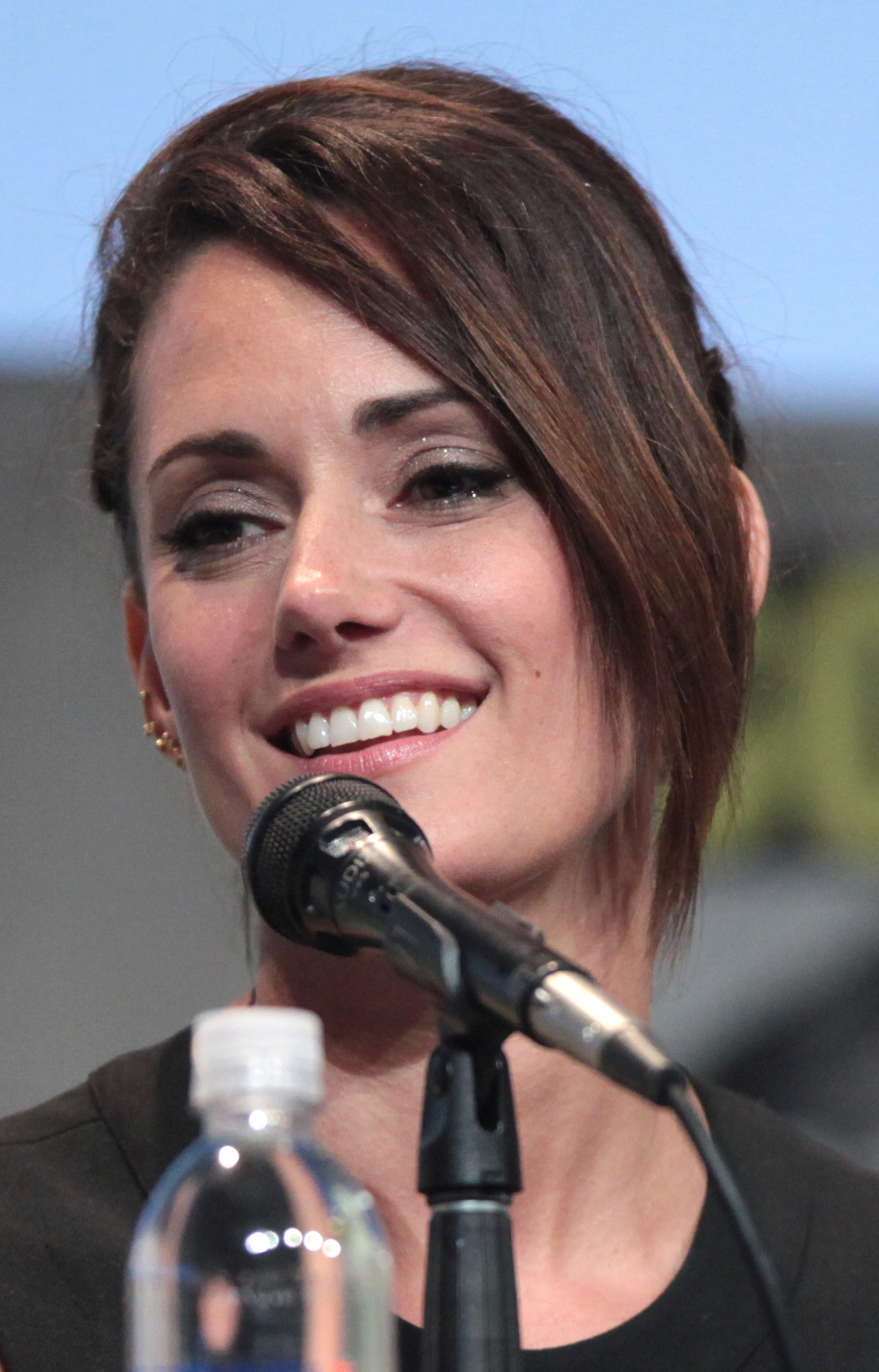
Natalie Brown, 2015

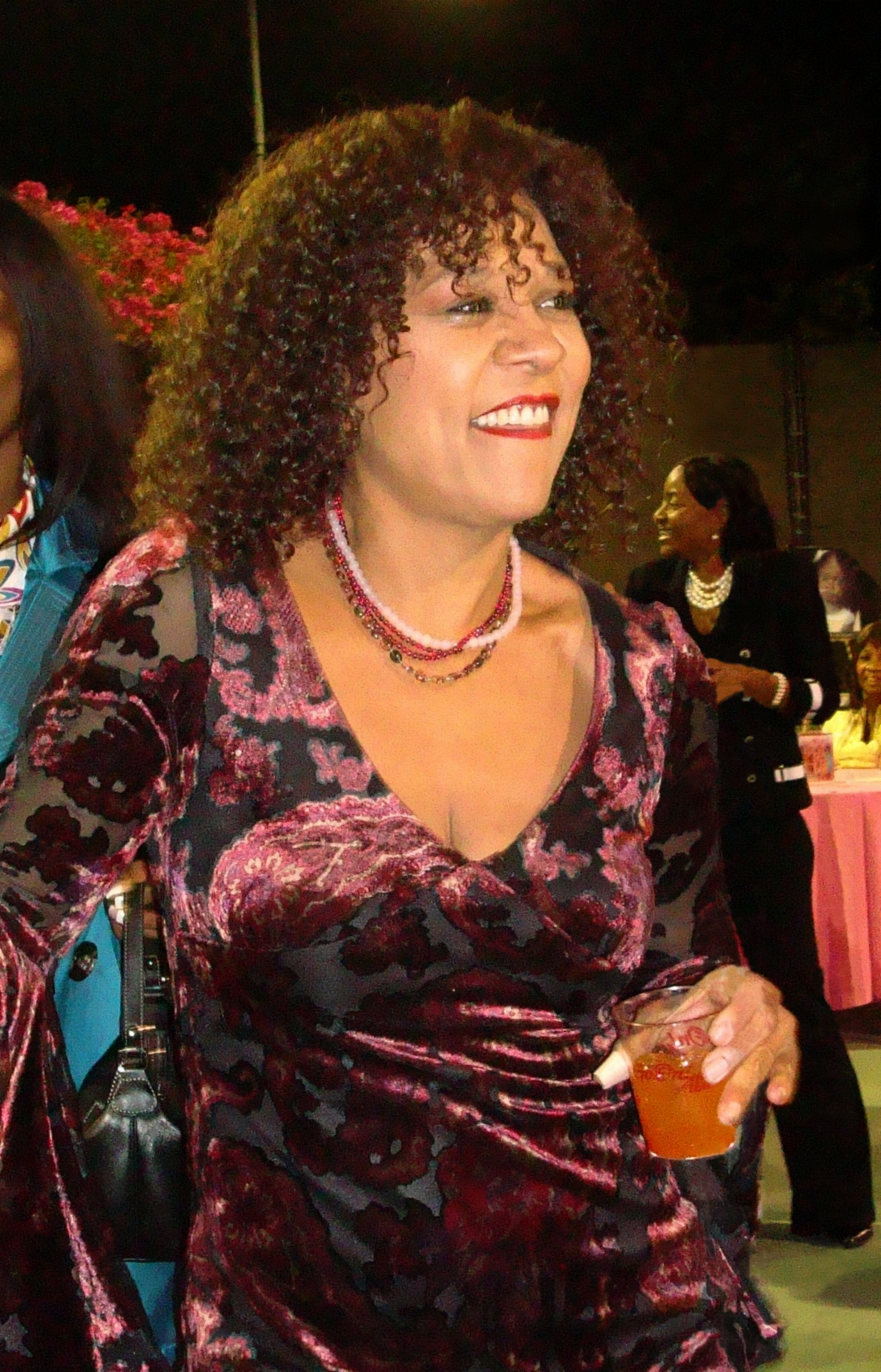
Olivia Brown

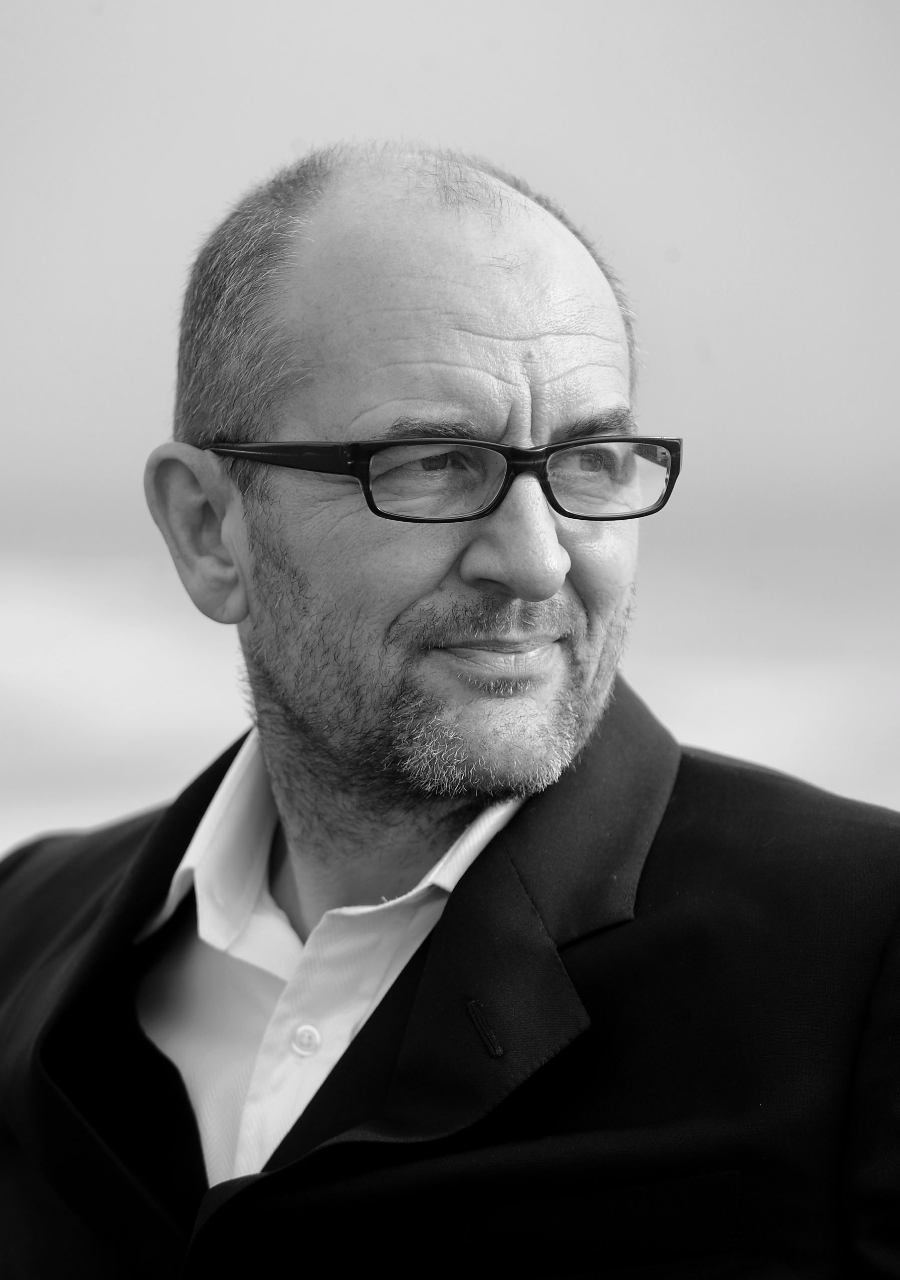
Ralph Brown, 2009

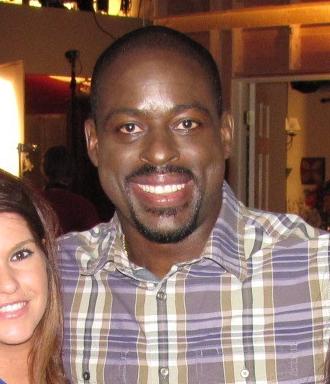
Sterling K. Brown

- Kent Broadhurst (1940), Amerikaans acteur, scenarioschrijver en kunstschilder
- Brittany Broben (1995), Australisch schoonspringster
- Kristoffer Broberg (1986), Zweeds golfer
- Paul Broca (1824-1880), Frans neuroloog
- Philippe de Broca (1933-2004), Frans filmregisseur
- Nicolai Cleve Broch (1975), Noors acteur
- Paul Brochart (1899-1971), Belgisch atleet
- Doug Brochu (1990), Amerikaans acteur
- Peter Brock (1945-2006), Australisch autocoureur
- Lino Brocka (1939-1991), Filipijns filmregisseur
- Belle Brockhoff (1993), Australisch snowboardster
- Bertram Brockhouse (1918-2003), Canadees natuurkundige en Nobelprijswinnaar
- Nora Brockstedt (1923-2015), Noors zangeres
- Max Brod (1884-1968), Tsjechisch-Israëlisch schrijver, criticus en componist
- Erna Brodber (1940), Jamaicaans schrijfster en socioloog
- Erin Broderick (1985), Amerikaans actrice
- Fran Brodić (1997), Kroatisch voetballer
- Leith Brodie (1986), Australisch zwemmer
- David Brodman (1936), Nederlands-Israëlisch rabbijn en vredesactivist
- Joseph Brodsky (1940-1996), Russisch schrijver en Nobelprijswinnaar
- Adrien Brody (1973), Amerikaans filmacteur
- Diane Broeckhoven (1946), Belgisch schrijfster
- Reynier van Broeckhuysen (ca. 1438-1496), Gelders en Hoeks veldheer
- Erik Broeckx (?), Belgisch politicus
- Jan Broeckx (1880-1966), Belgisch componist, muziekpedagoog en dirigent
- Jeff Broeckx (1943), Belgisch stripauteur
- Nicole Broeckx (1960), Belgisch atlete
- Nicoline Broeckx (1953), Nederlands fotomodel en schoonheidsspecialiste
- Stefan Broeckx (1958), Belgisch schrijver en scenarist; pseudoniem van Stefaan Werbrouck
- Stig Broeckx (1990), Belgisch wielrenner
- Ben Broeders (1995), Belgisch atleet
- Dirk van den Broek (1924-2020), Nederlands ondernemer
- Hans van den Broek (1936-2025), Nederlands politicus
- Hendrik van den Broek (1901-1959), Nederlands journalist
- Hugo van den Broek (1976), Nederlands langeafstandsloper
- Rutger van den Broek (1986), Nederlands schrijver
- Walter van den Broeck (1941-2024), Belgisch schrijver
- Robbert van den Broeke (1980), Nederlands medium
- Jan Broekema (1981), Nederlands politicus
- Leen de Broekert (1949), Nederlands pianist en organist
- Karel Henri Broekhoff (1886-1946), Nederlands politiefunctionaris
- Karel van Broekhoven, Nederlands politicus
- Marq van Broekhoven (1960), Nederlands striptekenaar
- Jan Broekhuijse (1929-2020), Nederlands antropoloog
- Herman Broekhuizen (1922-2012), Nederlands dirigent, componist, tekstschrijver en radioprogrammamaker
- Aernout Broekhuysen (??), Nederlands marine-officier en particulier secretaris van prins Bernhard
- Nico Broekhuysen (1876-1958), Nederlands onderwijzer, uitvinder van het korfbal
- Kees Broekman (1927-1992), Nederlands schaatser
- Jan Broeksz (1906-1980), Nederlands journalist, omroeppionier en -voorzitter, politicus en radiopresentator
- Jaak Broekx (1914-2023), Belgisch eeuweling en oudste levende man van België
- Jos Broekx (1951), Belgisch kanovaarder
- Lize Broekx (1992), Belgisch kanovaarster
- Pieter-Jan Broekx (1881-1968), Belgisch geestelijke en politicus
- Valeri Broemel (1942-2003), Sovjet-Russisch atleet
- Ammerentia Adriana Broers (1909-1965), Nederlands hofdienares
- Cathelijne Broers (1968), Nederlands museumdirecteur
- Edouard Broers (1810-1892), Belgisch politicus
- Franciscus Wilhelmus Maria (Frans) Broers (1944-2013), Nederlands dichter, schrijver, literatuurcriticus en vertaler, bekend onder het pseudoniem Jacq Vogelaar
- François Broers (1837-1908), Belgisch advocaat en politicus
- Frank Broers (1977), Nederlands voetballer
- Huub Broers (1951), Belgisch politicus
- Johnny Broers (1959), Nederlands wielrenner
- Nico Broers (1921-1945), Nederlands verzetsstrijder
- Rick Broers (1995), Nederlands videomaker
- Nadine Broersen (1990), Nederlands atlete
- Louis de Broglie (1892-1987), Frans natuurkundige
- Maurice de Broglie (1875-1960), Frans natuurkundige
- Arno Brok (1968), Nederlands politicus
- Willy Brokamp (1946), Nederlands voetballer en horecaondernemer
- Tom Brokaw (1940), Amerikaans journalist, televisiepresentator en schrijver
- James Brokenshire, (1969-2021), Brits politicus
- Božo Broketa (1922-1985), Joegoslavisch voetballer
- Bruno Brokken (1953), Belgisch atleet
- Corry Brokken (1932-2016), Nederlands zangeres en juriste
- Jan Brokken (1949), Nederlands schrijver
- Raivis Broks (1984), Lets bobsleeër
- Gerrit Brokx (1933-2002), Nederlands politicus
- Cor Brom (1932-2008), Nederlands voetballer en voetbalcoach
- Frederik Brom (1975), Nederlands acteur en presentator
- Bruce Bromberg (1941-2021), Amerikaans muziekproducent
- Stacy Bromberg (1956-2017), Amerikaans dartsspeelster
- Trayvon Bromell (1995), Amerikaans atleet
- Frans Bromet (1944), Nederlands televisieprogrammamaker en cameraman
- Kristan Bromley (1972), Brits skeletonracer
- Enno Brommet (1946-2017), Nederlands burgemeester
- Giovanni van Bronckhorst (1975), Nederlands voetballer
- Albertus Brondgeest (1786-1848), Nederlands kunstschilder, -verzamelaar en -handelaar
- Eppo Brongers (1929-2017), Nederlands militair en militair historicus
- Edward Brongersma (1911-1998), Nederlands politicus, advocaat en rechtsgeleerde
- Hans Bronkhorst (1967), Nederlands geschiedkundige en journalist
- Willem Bronkhorst (1888-1960), Nederlands buitengewoon hoogleraar
- Dylan Bronn (1995), Frans-Tunesisch voetballer
- Jacob Bronowski (1908-1974), Pools-Brits wetenschapper en televisiepresentator
- Miep Brons (1943-2016), Nederlands zakenvrouw
- Charles Bronson (1921-2003), Amerikaans acteur
- Johannes Nicolaus Brønsted (1879-1947), Deens natuur- en scheikundige
- David Bronstein (1924-2006), Oekraïens schaker
- Evert Bronstring, (1943-2021), Nederlands dammer
- Anne Brontë (1820-1849), Brits schrijfster
- Charlotte Brontë (1816-1855), Brits schrijfster
- Emily Brontë (1818-1848), Brits schrijfster
- Lucy Bronze (1991), Engels-Portugees voetbalster
- Agnolo Bronzino (1502-1572), Italiaans schilder
- Myriam Bronzwaar (1965), Vlaams actrice
- Herman Brood (1946-2001), Nederlands zanger, acteur en kunstschilder
- Peter Brook (1925-2022), Brits theaterproducent en regisseur
- Tom Brooke (1978), Brits acteur
- Gary Brooker (1945-2022), Engels zanger, componist en pianist
- Jacqueline Brookes (1930), Amerikaans actrice
- Josh Brookes (1983), Australisch motorcoureur
- Trevor Brooking (1948), Engels voetballer
- Avery Brooks (1948), Amerikaans acteur, regisseur en zanger
- Arthur Brooks, Amerikaans acteur
- Christian Brooks (2000), Amerikaans autocoureur
- Frederick Brooks (1931), Amerikaans programmeur
- Joel Brooks (1949), Amerikaans acteur
- Lonnie Brooks (1933-2017), Amerikaans gitarist
- Mehcad Brooks (1980), Amerikaans acteur
- Mel Brooks (1926), Amerikaans acteur, komiek, producent, regisseur en scriptschrijver
- Richard Brooks (1962), Amerikaans acteur, filmregisseur en zanger
- Sheri-Ann Brooks (1983), Jamaicaans atlete
- Tony Brooks (1932-2022), Brits Formule 1-coureur.
- David Broome (1940), Brits springruiter
- Auguste Broos (1894-1954), Belgisch atleet
- Harry Broos (1898-1954), Nederlands atleet
- Hugo Broos (1952), Belgisch voetbalspeler en -coach
- Huib Broos (1941-2011), Nederlands acteur
- Kapitein Broos (1821-1880), Surinaams onafhankelijkheidsstrijder
- Marc Broos (1945), Nederlands-Zweeds beeldhouwer, kunstschilder en graficus
- Rinus Broos (1900-1995), Nederlands vakbondsman en politicus
- Damien Broothaerts (1983), Belgisch atleet
- Laurent Broothaerts (1966), Belgisch atleet
- Mathias Broothaerts (1994), Belgisch atleet
- Kristina Bröring-Sprehe (1986), Duits amazone
- Pierce Brosnan (1953), Iers acteur
- Godefroy de Brossays de Saint-Marc (1803-1878), Frans geestelijke
- Marcel Brossel (?-?), Belgisch atleet
- Peter Brötzmann (1941-2023), Duits freejazzsaxofonist
- Louise Brough (1923-2014), Amerikaans tennisster
- William Brouncker (1620-1684), Engels wiskundige
- Robert Brout (1928-2011), Belgisch natuurkundige
- Gré Brouwenstijn (1915-1999), Nederlands sopraan (operazangeres)
- Adriaen Brouwer (1605-1638), Vlaams schilder
- Annie Brouwer-Korf (1946-2017), Nederlands politica
- Ben de Brouwer (1948-1996), Nederlands honkballer
- Bertus Brouwer (1900-1952), Nederlands atleet
- Daniël de Brouwer (1674-1745), Nederlands geestelijke
- Dirk Brouwer (1902-1966), Nederlands-Amerikaans astronoom
- Frank de Brouwer (1956), Nederlands voetballer
- Harm Nanne Brouwer (1951), Nederlands rechter en openbaar aanklager
- Hendrik Brouwer (1581-1643), Nederlands ontdekkingsreiziger, bewindhebber van de VOC en gouverneur-generaal van Nederlands-Indië
- Ina Brouwer (1950), Nederlands politica
- Jellie Brouwer (1964-2023), Nederlands journaliste en presentatrice
- Leo Brouwer (1939), Cubaans musicus
- Luitzen Egbertus Jan Brouwer (1881-1966), Nederlands wiskundige en filosoof
- Piet de Brouwer (1880-1953), Nederlands handboogschutter
- Puck Brouwer (1930-2006), Nederlands atlete
- Ruth Brouwer (1930), Nederlands beeldhouwer, medailleur en tekenaar
- Tessa Brouwer (1991), Nederlands zwemster
- Dolf Brouwers (1912-1997), Nederlands operettezanger en komiek
- Eef Brouwers (1939-2018), Nederlands journalist
- Greta Brouwers (1914-2001), Nederlands zwemster
- Jeroen Brouwers (1940-2022), Nederlands journalist, schrijver en essayist
- Karin Brouwers (1964), Belgisch politicus
- Marja Brouwers (1948), Nederlands schrijfster
- Stanley Brouwn (1935), Nederlands conceptueel kunstenaar
- Jozef Browaeys (1939), Belgisch politicus
- Aaron Brown (1992), Canadees atleet
- Bille Brown (1952-2013), Australisch acteur en theaterregisseur
- Billy Aaron Brown (1981), Amerikaans acteur
- Blair Brown (1946), Amerikaans actrice
- Bobby Brown (1968), Amerikaans zanger
- Brennan Brown (1968), Amerikaans acteur
- Bryan Brown (1947), Australisch acteur
- Carlinhos Brown (1962), Braziliaans percussionist en singer-songwriter
- Chris Brown (1989), Amerikaans zanger
- Chubby Brown (1943) (artiestennaam van Royston Vasey), Brits komiek
- Clancy Brown (1959), Amerikaans acteur
- Curtis Brown (1956), Amerikaans ruimtevaarder
- Dan Brown (1964), Amerikaans schrijver
- David Brown, (1956-2003), Amerikaans ruimtevaarder
- Devon Myles Brown (1992), Zuid-Afrikaans zwemmer
- DuShon Monique Brown (1968-2018), Amerikaans actrice
- Ed Brown (1963), Amerikaans ondernemer en autocoureur
- Erika Brown (1998), Amerikaans zwemster
- George Harold Brown (1908-1987), Amerikaans elektrotechnicus
- Gordon Brown (1951), Brits premier
- Graeme Brown (1979), Australisch wielrenner
- Hallie Quinn Brown (ca. 1849-1949), Amerikaans onderwijzer, schrijver, activist en elocutionist
- James Brown (1933-2006), Amerikaans zanger
- Jason Brown (1994), Amerikaans kunstschaatser
- Jermaine Brown (1991), Jamaicaans atleet
- Jim Brown (1936-2023), Amerikaans Americanfootballspeler en acteur
- Jocelyn Brown (1950), Amerikaans zangeres
- Jon Brown (1971), Brits atleet
- José Luis Brown (1956-2019), Argentijns voetbaltrainer en voetballer
- Julie Caitlin Brown (1961), Amerikaans actrice, filmproducente, scenarioschrijfster en zangeres
- Kemarley Brown (1992), Bahreins atleet
- Kimberly J. Brown (1984), Amerikaans actrice
- Leanne Brown (1979), Brits zangeres
- Mark Brown (1951), Amerikaans ruimtevaarder
- Mark Brown (1975), Nieuw-Zeelands golfprofessional
- Melanie Brown (1975), Brits zangeres
- Michael Stuart Brown (1941), Amerikaans geneticus en Nobelprijswinnaar
- Natalie Brown (1973), Canadees actrice en model
- Olivia Brown (1960), Duits actrice en keramiekkunstenares
- Phil Brown (1991), Canadees alpineskiër
- Philip Martin Brown (1956), Brits actrice
- Ralph Brown (1957), Brits acteur
- Rhyon Nicole Brown (1992), Amerikaans actrice, zangeres en danseres
- Richard David Brown (1972), Britse rapper
- Rita Mae Brown (1944), Amerikaans schrijfster
- Rob Brown (1984), Amerikaans acteur
- Robert Curtis Brown (1957), Amerikaans acteur
- Roger Aaron Brown (1949), Amerikaans acteur
- Ruth Brown (1928-2006), Amerikaans zangeres
- Ryan Thomas Brown, Amerikaans acteur
- Sam Brown (1964), Brits zangeres
- Shandria Brown (1983), Bahamaans atlete
- Stephanie Brown-Trafton (1979), Amerikaans atlete
- Sterling K. Brown, Amerikaans acteur
- Steve Brown (1954), Nederlands ondernemer, drugshandelaar, auteur en programmamaker
- Susan Brown (1932-2018), Amerikaans actrice
- Susan Brown (1946), Brits actrice
- Thomas Wilson Brown (1972), Amerikaans acteur, scenarioschrijver, filmregisseur en filmproducent
- Tony Brown (1945-2022), Engels dartsspeler
- Vicki Brown (1940-1991), Brits zangeres
- Violet Brown (1900-2017), Jamaicaanse supereeuweling
- W. Earl Brown (1963), Amerikaans acteur
- Sam Brownback (1956), Amerikaans politicus
- Duncan Browne (1947), Engels singer-songwriter
- Ian Browne, (1931-2023), Australisch wielrenner
- Jackson Browne (1948), Amerikaans singer-songwriter
- Jonathan Browne (2000), Iers autocoureur
- Kale Browne (1950), Amerikaans acteur
- Pierre Browne (1980), Canadees atleet
- Ronan Browne (1965), Iers folkmuzikant
- Roscoe Lee Browne (1922-2007), Amerikaans acteur
- Zachary Browne (1985), Amerikaans (jeugd)acteur
- Chris Browning (1964), Amerikaans acteur
- Luke Browning (2002), Brits autocoureur
- Rohan Browning (1997), Australisch atleet
- Susan Brownmiller (1935-2025), Amerikaans journaliste, schrijfster en activiste
- Martin Brozius (1941-2009), Nederlands acteur, presentator en cabaretier
- Marcelo Brozović (1992), Kroatisch voetballer

## Bru

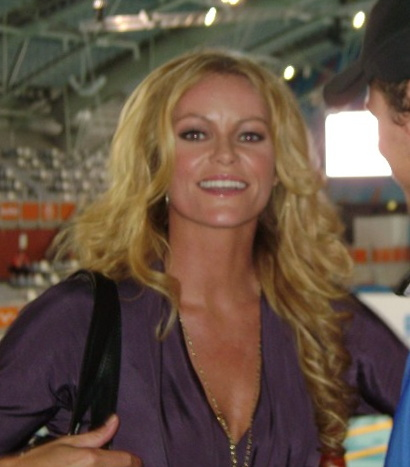
Inge de Bruijn

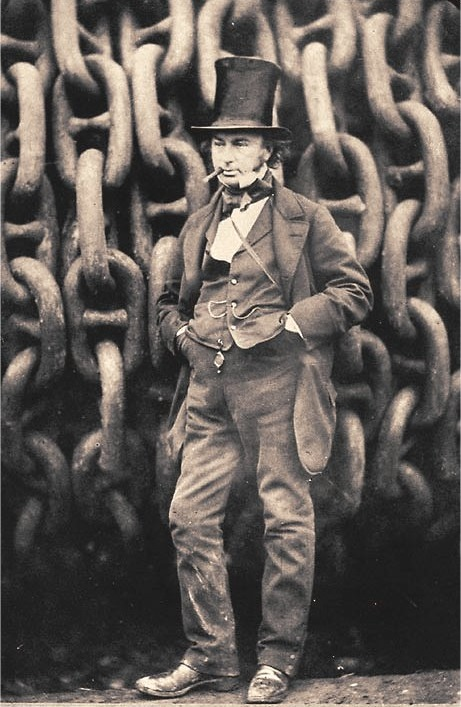
Isambard Kingdom Brunel

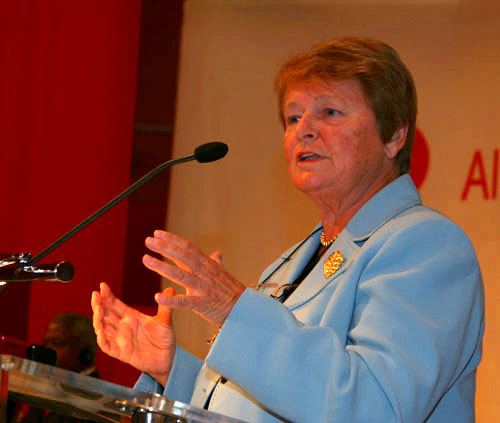
Gro Harlem Brundtland

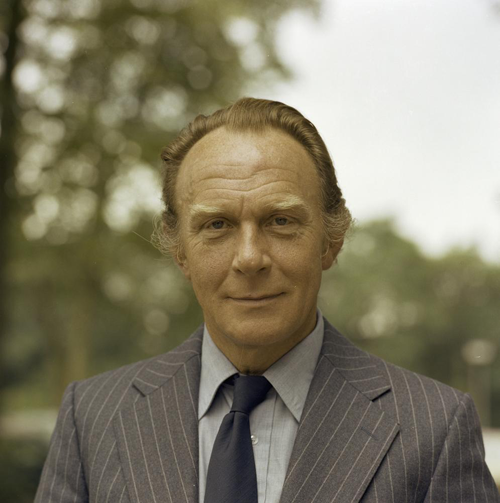
Kees Brusse

- Aristide Bruant (1851-1925), Frans chansonnier en schrijver
- Auguste Bruart (1914-1996), Belgisch syndicalist en politicus
- Dave Brubeck (1920-2012), Amerikaans jazzpianist
- David Bruce (1898-1977), Amerikaans diplomaat
- Jack Bruce (1943-2014), Brits bassist en zanger
- Nigel Bruce (1895-1953), Mexicaans-Brits acteur
- Max Bruch (1838-1920), Duits componist
- Ricky Bruch (1946-2011), Zweeds acteur en atleet
- Walter Bruch (1908-1990), Duits elektrotechnicus en televisiepionier
- Cees van Bruchem (1950), Nederlands landbouwkundig ingenieur, politicus en bestuurder
- Jerry Bruckheimer (1945), Amerikaans film- en televisieproducent
- Amy Bruckner (1991), Amerikaans (stem)actrice
- Anton Bruckner (1824-1896), Oostenrijks componist
- Karel Brückner (1939), Tsjechisch voetbaltrainer
- Ralf Brudel (1963), Duits roeier
- Pieter Bruegel de Oude (ca.1520-1569), Vlaams schilder
- Walter Brueggemann (1933-2025), Amerikaans theoloog en oudtestamenticus
- Abraham Brueghel (1631-1690/1697), Zuid-Nederlands kunstschilder
- Carel Bruens (1925-2024), Nederlands glazenier, schilder en tekenaar
- Anouk van Brug (1992), Nederlands politica
- Pedro Brugada (1952), Spaans-Belgisch cardioloog
- Wessel van der Brugge (1873-1912), Nederlands slachtoffer van de Titanic-scheepsramp
- Hans Bruggeman (1927-2016), Nederlands politicus
- Kees ter Bruggen (1950), Nederlands danseres, fotomodel en actrice
- Frans Brüggen (1934-2014), Nederlands musicus
- Joan van der Brugghen (1919-2006), Nederlands ingenieur
- Hendrick ter Brugghen (1588-1629), Nederlands kunstschilder
- Arnold Bruggink (1977), Nederlands voetballer
- Gerard Bruggink (1917-2005), Nederlands-Amerikaans piloot en vliegveiligheidsinspecteur
- Gert-Jan Bruggink (1981), Nederlands springruiter
- Harry Bruggink (1953), Nederlands voetballer
- Maria Brughmans (1942-2008), Belgisch politicus
- Til Brugman (1888-1958), Nederlands schrijfster en dichteres
- Hajo Brugmans (1868-1939), Nederlands historicus
- Hendrik Brugmans (1906-1997), Nederlands politicus en academicus
- Henri Johan Frans Willem Brugmans (1884-1961), Belgisch filosoof en psycholoog
- Ieb Brugmans (1896-1992), Nederlands historicus
- Izaak Johannes Brugmans (1843-1910), Nederlands fabrikant
- Ivano Brugnetti (1976), Italiaans atleet
- Sergi Bruguera (1972), Spaans tennisser
- Tania Bruguera (1968), Cubaans installatie- en performancekunstenaar
- Daniel Brühl (1978), Duits acteur
- Hans de Bruijn (1962), Nederlands bedrijfskundige en hoogleraar
- Inge de Bruijn (1974), Nederlands zwemster
- Judith de Bruijn (1963), Nederlands televisiepresentratice
- Nico de Bruijn (1934-2022), Nederlands voetballer
- Nicolaas Govert de Bruijn (1918-2012), Nederlands wiskundige
- Sjimmy Bruijninckx (1974), Nederlands fotomodel en televisiepresentatrice
- Joke Bruijs (1952), Nederlands actrice, cabaretière en zangeres
- Corrie de Bruin (1976), Nederlands atlete
- Erik de Bruin (1963), Nederlands atleet
- Jeffrey Bruinier (1984), Nederlands paralympisch sporter
- Nicolette Bruining (1886-1963), Nederlands theologe, predikante en omroepvoorzitter
- Luigi Bruins (1987), Nederlands voetballer
- Rika Bruins (1934-2025), Nederlands zwemster
- Siert Bruins (1921-2015), Nederlands oorlogsmisdadiger
- Hanke Bruins Slot (1977), Nederlands hockeyer, militair en politicus
- Harm Bruins Slot (1948), Nederlands ambtenaar, politicus en bestuurder
- Sera de Bruin (1994), Nederlands zangeres
- Sieuwert Bruins Slot (1906-1972), Nederlands advocaat, politicus, journalist en verzetsstrijder
- Gerard Bruinsma (1840-1914), Nederlands medicus
- Klaas Bruinsma (1931), Nederlands literair vertaler
- Klaas Bruinsma (1953-1991), Nederlands crimineel
- Vitus Bruinsma (1850-1916), Nederlands natuurwetenschapper en politicus
- Fernand Brulez (1887-1976), Vlaams activist
- Lucien Brulez (1891-1982), Belgisch hoogleraar en Vlaams activist
- Raymond Brulez (1895-1972), Belgisch schrijver
- Harry Brüll (1935), Nederlands voetballer
- Hubert Bruls (1966), Nederlands politicus
- Eddy Bruma (1925-2000), Surinaams schrijver en politicus
- Antoine Brumel (ca. 1460-na 1515), Frans componist
- Albert E. Brumley (1905-1977), Amerikaans componist
- Henk van Brummen (19?), Nederlands ambtenaar en openbaar aanklager
- Donald Brun (1909-1999), Zwitsers grafisch kunstenaar
- Dick Bruna (1927-2017), Nederlands schrijver, illustrator en grafisch vormgever
- Henk Bruna (1916-2008), Nederlands uitgever
- Victor Brunclair (1899-1944), Belgisch dichter en Vlaams activist
- Alex Brundle (1990), Brits autocoureur
- Gro Harlem Brundtland (1939), Noors arts, diplomaat en premier (1981 en 1986-1996)
- Walter Brune (1926-2021), Duits architect
- Isambard Kingdom Brunel (1806-1859), Brits ingenieur
- Marc Isambard Brunel (1769-1849), Frans-Brits ingenieur
- Filippo Brunelleschi (1377-1446), Italiaans architect
- Marina Brunello (1994), Italiaanse schaakster
- Yvonne Brunen (1971), Nederlands wielrenster
- Marie-Laure Brunet (1988), Frans biatlete
- Pierre Brunet (1902-1991), Frans kunstschaatser
- Jean Brunhes (1869-1930), Frans geograaf
- Ernie Brunings (1944/47), Surinaams politicus en bioloog
- Hermann Brunn (1862-1939), Duits wiskundige
- Alois Brunner (1912), Oostenrijks oorlogsmisdadiger
- Martin Brunner (1963), Zwitsers voetbaldoelman
- Stephanie Brunner (1994), Oostenrijks alpineskiester
- Billi Bruno (1997), Amerikaans actrice
- Chris Bruno (1966), Amerikaans acteur, filmproducent en filmregisseur
- Massimo Bruno (1993), Belgisch voetballer
- Carla Brünott (1938), Nederlands activiste voor de vrouwenbeweging en rechten van lesbiennes
- Doyle Brunson (1933-2023), Amerikaans pokerspeler
- Marcus Brunson (1978), Amerikaans atleet
- Ronnie Brunswijk (1961), Surinaams rebellenleider en politicus
- Erik Brus (1964-2024), Nederlands schrijver
- Günter Brus (1938-2024), Oostenrijks kunstenaar
- Louis Brus (1943), Amerikaans scheikundige en Nobelprijswinnaar
- Wouter Brus (1991), Nederlands atleet
- Marzio Bruseghin (1974), Italiaans wielrenner
- Charles F. Brush (1849-1929), Amerikaans wetenschapper en elektrotechnicus
- Eric Bruskotter (1966), Amerikaans acteur
- Renato Bruson (1936), Italiaans bariton
- Kees Brusse (1925-2013), Nederlands acteur en regisseur
- Arjan Brussee (1972), Nederlands software-ontwikkelaar
- Henk van Brussel (1936-2007), Nederlands voetballer en voetbaltrainer
- Trix van Brussel (1920-2019),  Nederlandse kinderboekenschrijfster en liedschrijfster
- Toon Brusselers (1933-2005) Nederlands voetballer
- Herman Brusselmans (1957), Vlaams schrijver
- Wim Brussen (1943-2017), Nederlands orkestleider
- Thomas Brussig (1965), Duits schrijver en scenarist
- Roxana Brusso, Peruaans/Amerikaans actrice
- John Bruton (1947-2024), Iers politicus en diplomaat
- Henri Brutsaert (1868-1938), Belgisch politicus
- Brutus (85-42 v.Chr.), Romeins politicus
- Aloïs Bruwier (1857-1939), Belgisch dokter en Vlaams activist
- Jean-Paul Bruwier (1971), Belgisch atleet
- Liane Bruylants (1921-2009), Vlaams schrijver
- Emile Bonaventura De Bruyn (1905-1999), Nederlands vertaler en schrijver
- Erik de Bruyn (1962), Nederlands regisseur, acteur en scenarioschrijver
- Günter de Bruyn (1926-2020), Duits schrijver
- Isaac de Bruyn (1872-1953), Nederlands bankier en kunstverzamelaar
- Cornelius Joannes de Bruyn Kops (1791-1858), Nederlands politicus
- Jacob Leonard de Bruyn Kops (1822-1887), Nederlands politicus, econoom en hoogleraar
- Pim de Bruyn Kops (1922-2008), Nederlands vliegenier en Engelandvaarder
- Josine de Bruyn Kops (1940-1987), Nederlands kunsthistorica en museumdirecteur
- Rudolf de Bruyn Ouboter (1894-1983), Nederlands kunstschilder
- Marie Jacob Hendrik de Bruyn van Melis- en Mariekerke (1891-1964), Nederlands juriste en secretaris van de Hoge Raad van Adel
- Mattheus de Bruyne (1895-1973), Nederlands marineofficier
- Menno de Bruyne (1957), Nederlands politicus
- Rykel de Bruyne (?), Nederlands malacoloog
- Willem Jan de Bruyne (1854-1905), Nederlands marineofficier
- Johan Bruyneel (1964), Belgisch wielrenner en ploegleider
- Dik Bruynesteyn (1927-2012), Nederlands striptekenaar en cartoonist
- Frans Bruynseels (1913-2009), Belgisch politicus
- Herbert Bruynseels (1962), Vlaams acteur
- Sébastien Bruzzese (1989), Belgisch voetballer

## Bry

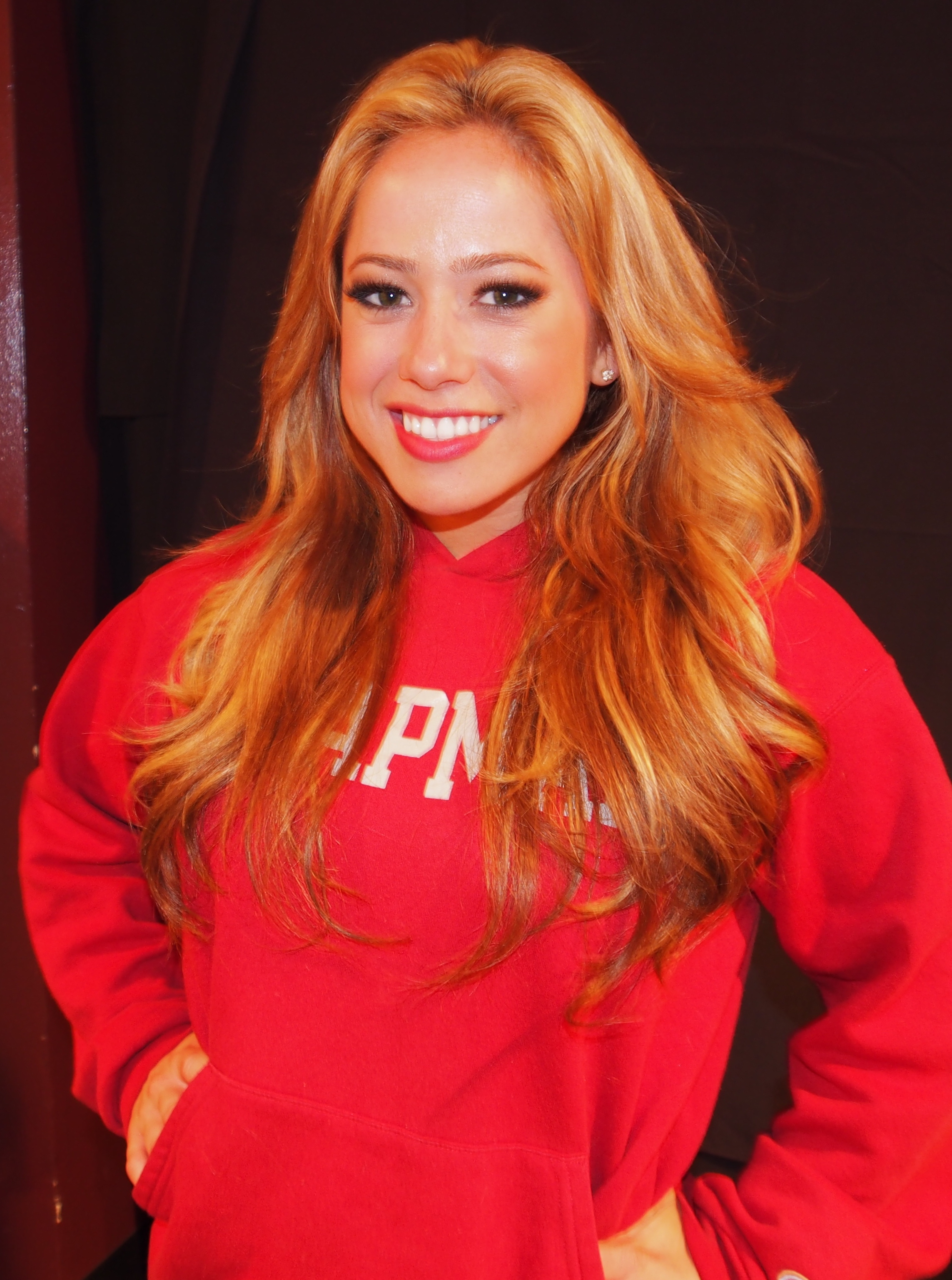
Sabrina Bryan

- Astrid Bryan (1983), Belgisch televisiepersoonlijkheid, model, zangeres en actrice, nu bekend als Astrid Nuyens en/of Astrid Coppens
- Bob Bryan (1978), Amerikaans tennisser
- David Bryan (1962), Amerikaans rockmusicus
- Mike Bryan (1978), Amerikaans tennisser
- Sabrina Bryan (1984), Amerikaans actrice, danseres en zangeres
- Anita Bryant (1940-2024), Amerikaans zangeres en antihomoactiviste
- Jim Bryant (1929-2022), Amerikaans zanger, arrangeur en componist
- Kobe Bryant (1978-2020), Amerikaans basketballer
- Lee Bryant (1945), Amerikaans actrice
- Todd Bryant (1963), Amerikaans acteur, filmproducent en stuntman
- Walter E. Bryant (1861-1905), Amerikaanse ornitholoog en mammaloog
- John Bryant-Meisner (1994), Zweeds autocoureur
- Gavin Bryars (1943), Brits componist, muziekpedagoog en contrabassist
- Quentin Bryce (1942), Australisch politica
- Scott Bryce (1958), Amerikaans acteur, filmproducent, filmregisseur en scenarioschrijver
- Fons Brydenbach (1954-2009), Belgisch atleet
- Emily Brydon (1980), Canadees alpineskiester
- Larry Bryggman (1938), Amerikaans acteur
- Kenneth Brylle (1959), Deens voetballer
- Yul Brynner (1915-1985), Amerikaans-Russisch acteur
- Dennis Bryon (1949-2024), Brits drummer
- Joseph Brys (1927-2001), Belgisch atleet
- Marc Brys (1962), Belgisch voetbalspeler en -trainer
- Olga Bryzgina (1963), Sovjet-Russisch/Oekraïens atlete
- Jelizaveta Bryzhina (1989), Oekraïens atlete

## Brz
- Emilie Benes Brzezinski (1932-2022), Zwitsers-Amerikaans beeldhouwster
- Zbigniew Brzeziński (1928-2017), Pools-Amerikaans wetenschapper en nationaal veiligheidsadviseur
- Maarten Brzoskowski (1995), Nederlands zwemmer